# Bhútán
Bhútán, plným názvem Bhútánské království, je vnitrozemský stát v jižní Asii. Leží ve východním Himálaji mezi Tibetem na severu a Indií na jihu, přičemž od blízkého Nepálu jej odděluje indický stát Sikkim. Území tvoří převážně strmé a vysoké hory protkané hlubokými údolími (Bhútán je nejhornatější země na světě), podnebí se mění v závislosti na nadmořské výšce, od vlhkého subtropického na jihu až po polární na severu. Bhútán se dělí na 20 správních jednotek, na ploše 38 000 km² žije 777 000 obyvatel. Hlavním a největším městem je Thimphu, mezi další velká města patří Phuentšoling a Paro. Většinu obyvatel země tvoří Ngalopové a Šarlopové, největší etnickou menšinou jsou Lhotšampové. Úředním jazykem je dzongkha, přibližně tři čtvrtiny obyvatel se hlásí k buddhismu, necelá čtvrtina k hinduismu.
Bhútán a sousední Tibet zažily šíření buddhismu, který vznikl na indickém subkontinentu za Buddhova života. V prvním tisíciletí se do Bhútánu rozšířila škola vadžrajánového buddhismu z jihu bengálské říše Pála. V 16. století sjednotil Ngawang Namgjal údolí Bhútánu do jednoho státu. Namgjal přemohl tři tibetské invaze, podrobil si konkurenční náboženské školy, kodifikoval právní systém Tsa Jig a vytvořil vládu teokratických a civilních správců. Namgjal se stal prvním žabdrung rinpočhem a jeho nástupci působili jako duchovní vůdci Bhútánu, podobně jako dalajláma v Tibetu. Během 17. století Bhútán kontroloval velké části severovýchodní Indie, Sikkim a Nepál; měl také významný vliv v indickém knížecím státě Kuč Behar.
Přestože Bhútán v minulosti usiloval o užší vztahy s Velkou Británií, nikdy nebyl kolonizován. Během duarové války v 19. století Bhútán postoupil bengálské duary Britské Indii. Z dynastie Wangčhugů vzešla monarchie, která usilovala o užší vztahy s Británií na subkontinentu. V roce 1910 smlouva z Punákhy zaručila britskou kontrolu nad zahraniční politikou výměnou za vnitřní autonomii Bhútánu. Toto ujednání pokračovalo na základě nové smlouvy s Indií z roku 1949 (podepsané v Dárdžilingu), v níž obě země vzájemně uznaly svou svrchovanost. V roce 1971 se Bhútán stal členem Organizace spojených národů. Bhútán sice zůstal závislý na indické armádě, ale udržuje si vlastní vojenské jednotky.
Bhútán je demokratická konstituční monarchie s dračím králem jako hlavou státu a dvoukomorovým parlamentem. Je rozvojovou zemí, od prosince 2023 už nefiguruje na seznamu nejméně rozvinutých zemí; podle hrubého domácího produktu dle parity kupní síly je na 94. místě na světě. Bhútánská ekonomika je založena převážně na zemědělství, lesnictví, cestovním ruchu a prodeji elektřiny z vodních elektráren. V indexu lidského rozvoje mu patří třetí místo v jižní Asii po Srí Lance a Maledivách; figuruje na 21. místě světového indexu míru jako nejmírumilovnější země v jižní Asii k roku 2024 a zároveň jako jediná jihoasijská země v první čtvrtině tohoto seznamu. Mezi zeměmi jižní Asie vyniká také v oblasti ekonomické svobody, snadnosti podnikání, míru a absence korupce. Stále větším problémem Bhútánu je tání ledovců způsobené změnou klimatu. Bhútán je zakládajícím členem Jihoasijského sdružení pro regionální spolupráci, je také členem Hnutí nezúčastněných zemí, Iniciativy Bengálského zálivu pro víceodvětvovou technickou a hospodářskou spolupráci (BIMSTEC), Mezinárodního měnového fondu, Světové banky, UNESCO a Světové zdravotnické organizace; nejtěsnější vztahy udržuje s Indií.

## Název
Přesná etymologie slova „Bhútán“ není známa, i když je pravděpodobné, že pochází z tibetského endonyma „Böd“ pro Tibet. Tradičně se má za to, že jde o přepis sanskrtského Bhoṭa-anta (भोट-अन्त) „konec Tibetu“ přes nepálské Bhuṭān (भुटान), což je odkaz na polohu Bhútánu jako jižního výběžku tibetské náhorní plošiny a kultury.
Od 17. století je oficiální název Bhútánu Druk jul (doslova „země Drukpa Kagjü“ nebo „země Hromového draka“, což odkazuje na dominantní buddhistickou sektu v zemi); „Bhútán“ se objevuje pouze v anglicky psané oficiální korespondenci. Podobně je odvozeno i označení pro krále Bhútánu Druk Gyalpo („Dračí král“) a bhútánské endonymum Drukpa, „Dračí lid“.
Jména podobná Bhútánu - včetně Bohtan, Buhtan, Bottanthis, Bottan a Bottanter - se v Evropě začala objevovat kolem 80. let 15. století. V knize Jeana-Baptisty Taverniera Šest cest z roku 1676 je jako první zaznamenáno jméno Boutan. Zdá se však, že tato jména se nevztahovala k současnému Bhútánu, ale k Tibetskému království. Moderní rozlišování mezi nimi začalo až v době expedice skotského badatele George Bogleho v roce 1774. Když si uvědomil rozdíly mezi oběma oblastmi, kulturami a státy, ve své závěrečné zprávě pro Východoindickou společnost oficiálně navrhl nazývat království Druk Desi „Bútán“ a království pančhenlamy „Tibet“. Generální zeměměřič této společnosti James Rennell nejprve poangličtil francouzský název jako „Bootan“ a poté zpopularizoval rozdíl mezi ním a Velkým Tibetem.
Poprvé se na západní mapě objevilo samostatné království Bhútán, a to pod místním názvem „Broukpa“. Mezi další názvy patří Lho Mon („Temná jižní země“), Lho Tsendenjong („Jižní země cypřišů“), Lhomen Khazhi („Jižní země čtyř přístupů“) a Lho Menjong („Jižní země bylin“).

## Dějiny
Region byl patrně osídlen již 2000 let před naším letopočtem a již v 7. století př. n. l. možná existovala státní organizace. Nicméně pro dějiny před 9. stoletím neexistují žádné historické prameny a historici jsou odkázáni jen na legendy. Doba historická začíná až s příchodem buddhistických mnichů z Tibetu v 9. století, iniciovaným chaosem, který tam vypukl. V 11. století zde vytvořily vlastní stát. Ve 12. století v Bhútánu vznikla škola Drukpa Kagjü, která dodnes zůstává  dominantní formou buddhismu v Bhútánu.
V 17. století se Bhútán stal knížectvím, které bylo závislé na Tibetu, později jej ovládli Číňané. Ke sjednocení Bhútánu došlo v roce 1616, když Ngawang Namgyal, láma ze západního Tibetu, porazil tři tibetské invaze, podrobil si všechny náboženské školy, kodifikoval složitý a komplexní systém práva zvaný Tsa Jig a etabloval se jako vládce nad záležitostmi církevními i světskými. Po jeho smrti vypukla občanská válka, která narušila moc vládců (zvaných podle jejich náboženského titulu Žabdrung Rimpoče). Rozvrat trval 200 let.  V roce 1772 se rozhořel spor s Východoindickou společností, který i přes mír uzavřený v roce 1777 vedl k vyvlastnění osmnácti údolí (v roce 1865) a hlavních dopravních cest. Tím byla země fakticky anektována Velkou Británií.  Kmenové boje pokračovaly až do 19. století, kdy se k moci dostal po vítězné bitvě v roce 1885 Ugjan Wangčhug, který byl pak v roce 1907 jmenován světskými velmoži a vysokými lámami dědičným panovníkem („dračím králem“) Bhútánu. 
V roce 1907 byl Ugjan Wangčhug zvolen dědičným panovníkem („dračím králem“) Bhútánu. V roce 1910 podepsal s Brity smlouvu z Punákhy, podle níž britská Indie nesmí zasahovat do vnitřních záležitostí Bhútánu, pokud se ji podrobí v zahraničních vztazích. Když Indie získala nezávislost v roce 1947, nová indická vláda uznala Bhútán jako nezávislou zemi. V roce 1949 Indie a Bhútán podepsaly Smlouvu o míru a přátelství, která obnovila starý britský model - Indie nebude zasahovat do vnitřních záležitostí Bhútánu, ale bude řídit její zahraniční politiku.
V roce 1952 nastoupil na trůn král Džigme Dordže Wangčhug, který vyvedl zemi z mezinárodní izolace a připravil řadu modernizačních projektů. Bylo ustaveno Národní shromáždění, zřízena armáda a Královský soudní dvůr. V roce 1956 bylo zrušeno nevolnictví. Bhútán se v roce 1971 stal členem OSN. V roce 1972 nastoupil na trůn jeho syn Džigme Singgjä Wangčhug. Reformoval školství, vsadil na rozvoj cestovního ruchu a vodních elektráren, k čemuž má horské království dobré podmínky. Stal se mezinárodně známým svým konceptem hrubého národního štěstí, který nabídl jako alternativu k hrubému domácímu produktu a indexu lidského rozvoje. V roce 1998 král vydal nařízení, ve kterém omezuje své pravomoci ve prospěch vlády. V letech 1990–1999 zde platil zákaz sledování zahraničních televizních stanic. Až v roce 2000 byl zpřístupněn internet. Od roku 2004 je v zemi zakázán prodej tabáku a platí zde zákaz kouření.
V roce 2008 pak abdikoval ve prospěch svého syna Džigme Khesar Namgjel Wangčhuga, který vládne dosud a jako první bhútánský král se zřekl mnohoženství. Toho roku se také uskutečnily první parlamentní volby v historii země, jimiž byl dovršen proces pozvolné demokratizace.

## Státní symboly

### Vlajka
Bhútánská vlajka je tvořena listem o poměru stran 2:3 diagonálně děleným od dolního rohu k hornímu cípu. Horní trojúhelníkové pole je žluté, dolní je oranžové. Uprostřed vlajky je umístěn bílý drak hledící k vlajícímu okraji, a jehož osa těla je rovnoběžná s diagonálou.

### Znak
Bhútánský státní znak je kulatý a skládá se z diamantu-blesku (dorje), který se nachází nad květem lotosu, kolem toho je šperk a na rozích znaku jsou dva draci.[ujasnit]

### Hymna
Bhútánská hymna je píseň Druk tsendhen (česky Království hromového draka). Hudbu písně složil Aku Tongmi a slova napsal Dasho Gyaldun Thinley.

## Geografie

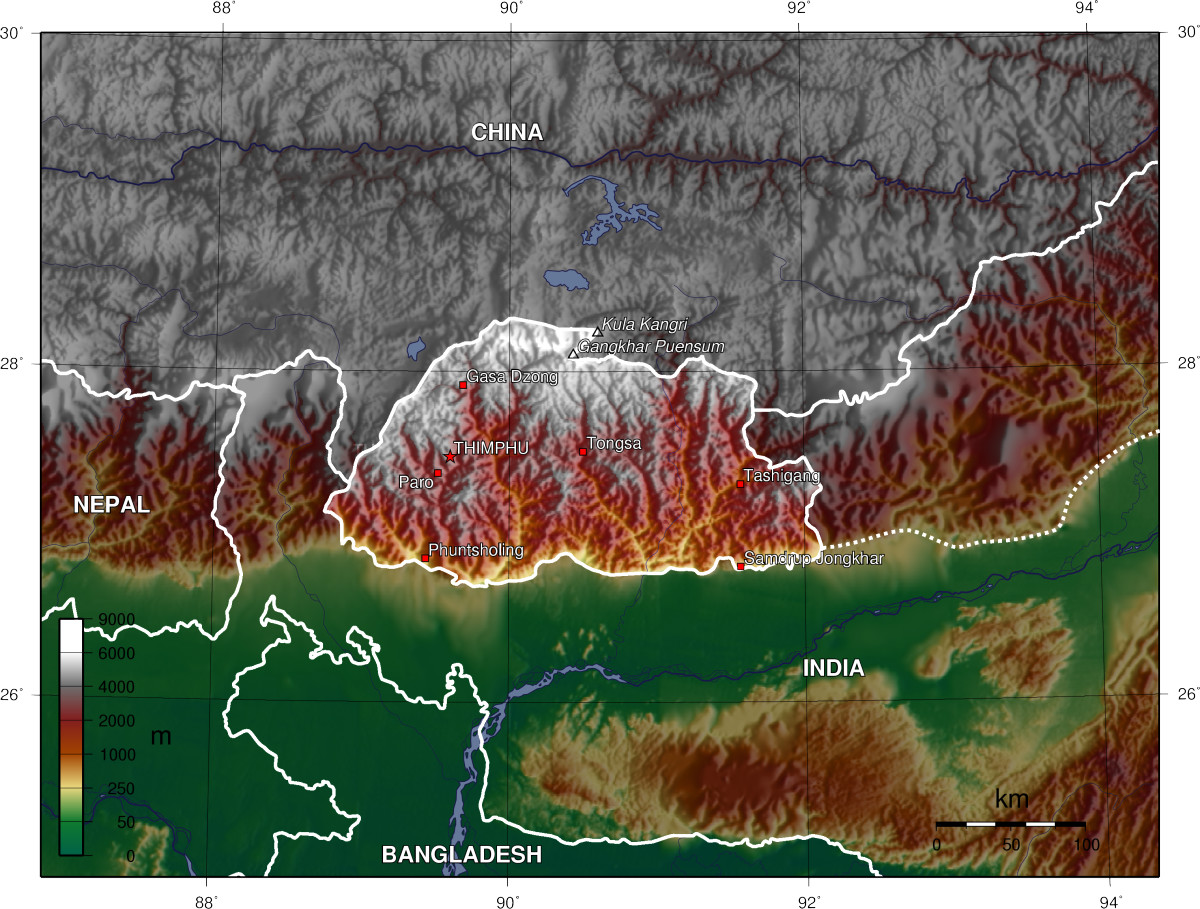
Topografická mapa země

Bhútán se nachází na jižních svazích východního Himálaje, je uzavřen mezi Tibetem na severu a indickými státy Sikkim, Západní Bengálsko, Ásám na západě a jihu a indickým státem Arunáčalpradéš na východě. Leží mezi 26° s. š. a 29° s. š. a 88° v. d. a 93° v. d. Území tvoří převážně strmé a vysoké hory protkané sítí prudkých řek, které vytvářejí hluboká údolí a poté vtékají do indických nížin. Ve skutečnosti 98,8 % rozlohy Bhútánu pokrývají hory, což z něj činí nejhornatější zemi na světě. Nadmořská výška stoupá od 200 m na jižním úpatí až po více než 7 000 m. Tato velká geografická rozmanitost v kombinaci se stejně rozmanitými klimatickými podmínkami přispívá k výjimečné biodiverzitě a ekosystémům v Bhútánu.
Severní oblast Bhútánu tvoří oblouk východo himálajských horských křovin a luk sahající až k zaledněným horským vrcholům s extrémně chladným klimatem v nejvyšších polohách. Většina vrcholů na severu přesahuje 7 000 m n. m.; nejvyšším bodem je 7 570 m vysoký Gangkhar Puensum, který se pyšní titulem nejvyšší neslezené hory světa. Nejnižší bod, 98 m, se nachází v údolí Drangme Čchu, kde řeka protíná hranici s Indií. Vysokohorská údolí v této oblasti, napájená ledovcovými řekami, poskytují pastviny pro dobytek, o který se stará nepočetná populace kočovných pastevců.

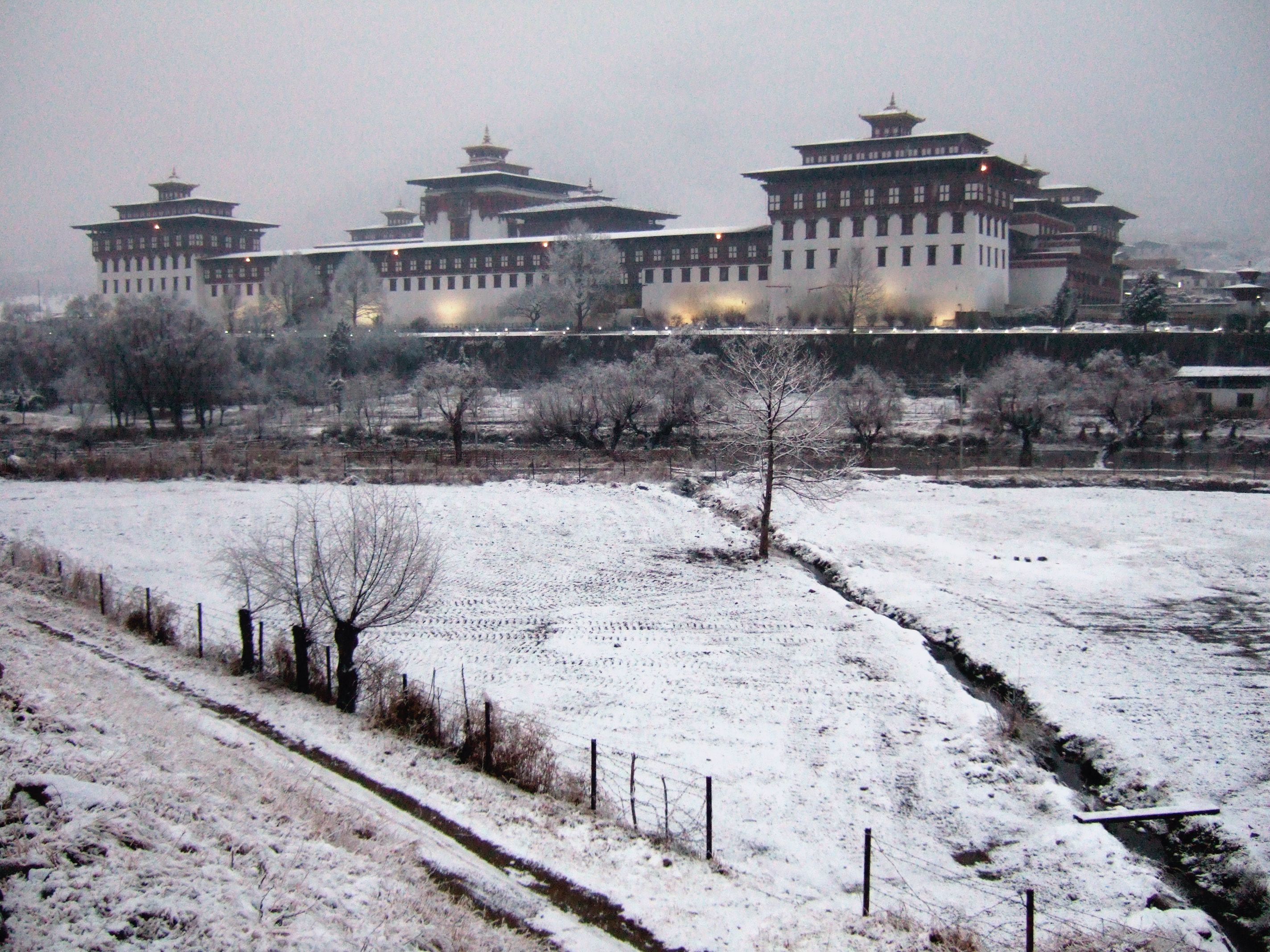
Sněhové srážky v Bhútánu

Černé hory v centrální oblasti Bhútánu tvoří rozvodí mezi dvěma hlavními říčními systémy: Mo Čchu a Drangme Čchu. Vrcholy v Černých horách se pohybují v nadmořské výšce od 1 500 do 4 925 m a rychle tekoucí řeky vyhloubily v nižších horských oblastech hluboké soutěsky. Lesy centrálního bhútánského pohoří se skládají z východohimálajských subalpínských jehličnatých lesů ve vyšších polohách a východohimálajských listnatých lesů v nižších polohách. Lesy centrální oblasti zajišťují většinu bhútánské lesní produkce. Torsa, Raidák, Sankoš a Mánas jsou hlavní bhútánské řeky, které protékají touto oblastí. Většina obyvatel žije v centrální vysočině.
Na jihu se rozkládá pohoří Siválik, které pokrývají husté himálajské subtropické listnaté lesy, aluviální údolí nížinných řek a hory do výšky přibližně 1 500 m n. m. V horách se vyskytují i stromy, které se nacházejí v horách. Podhůří sestupuje do subtropické nížiny Duars, která je stejnojmennou branou ke strategickým horským průsmykům (známým také jako dwars nebo dooars; v ásámštině, bengálštině doslova „dveře“). Většina Duars se nachází v Indii, ale 10 až 15 km široký pás zasahuje do Bhútánu. Bhútánský duar se dělí na dvě části, severní a jižní duar.

Severní Duary, které sousedí s himálajským podhůřím, mají členitý, svažitý terén a suchou, porézní půdu s hustou vegetací a bohatou faunou. Jižní Duáry mají středně úrodnou půdu, hustou travnatou savanu, hustou smíšenou džungli a sladkovodní prameny. Horské řeky, napájené tajícím sněhem nebo monzunovými dešti, se vlévají do indické řeky Brahmaputry. Lesní porosty tvoří přibližně 71 % celkové rozlohy země (2020), což odpovídá 27 251 km² lesa což je skoro 10% nárůst oproti roku 1990.

Krajina Bhútánu
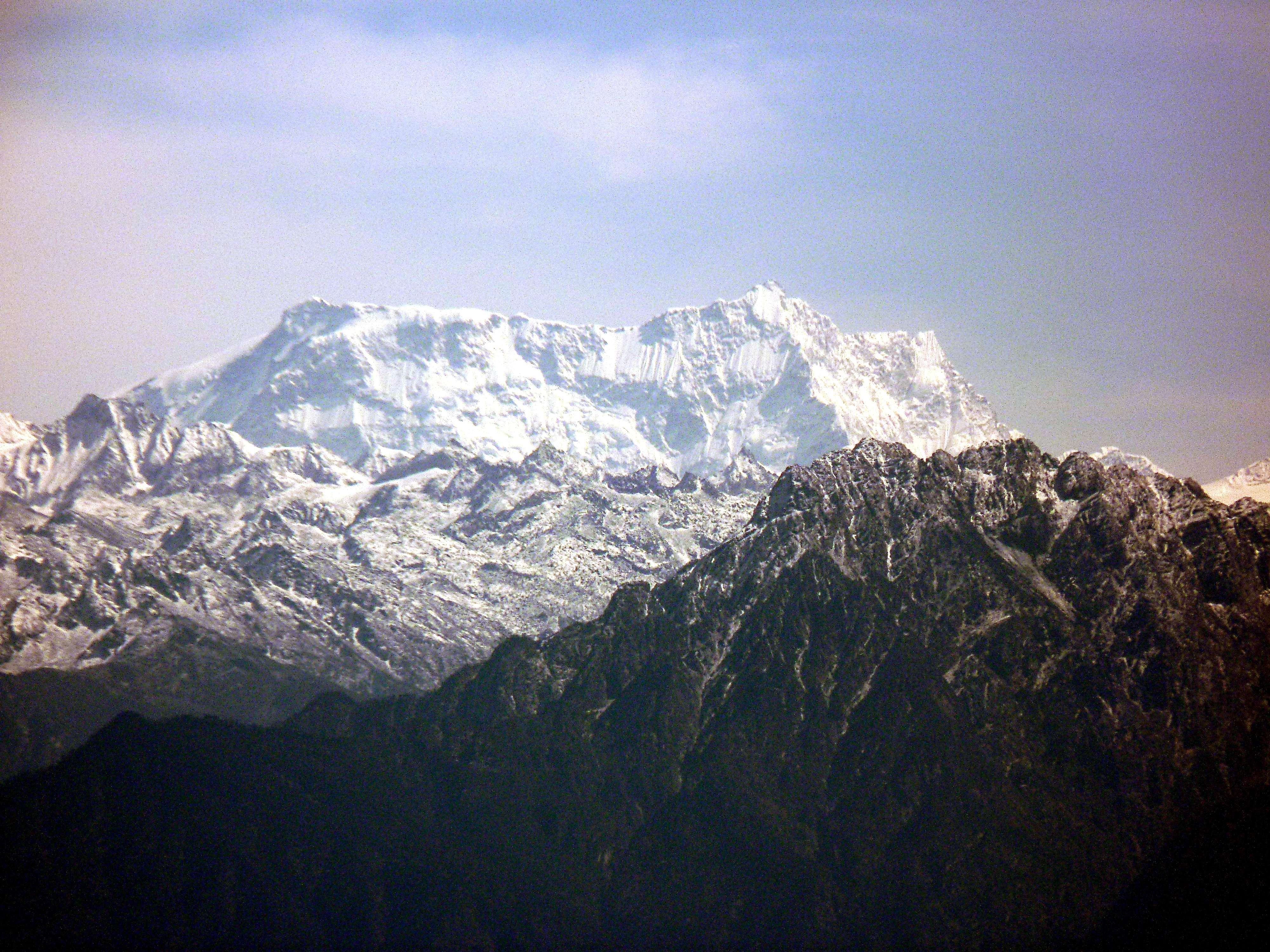
Gangkhar Puensum, nejvyšší hora Bhútánu
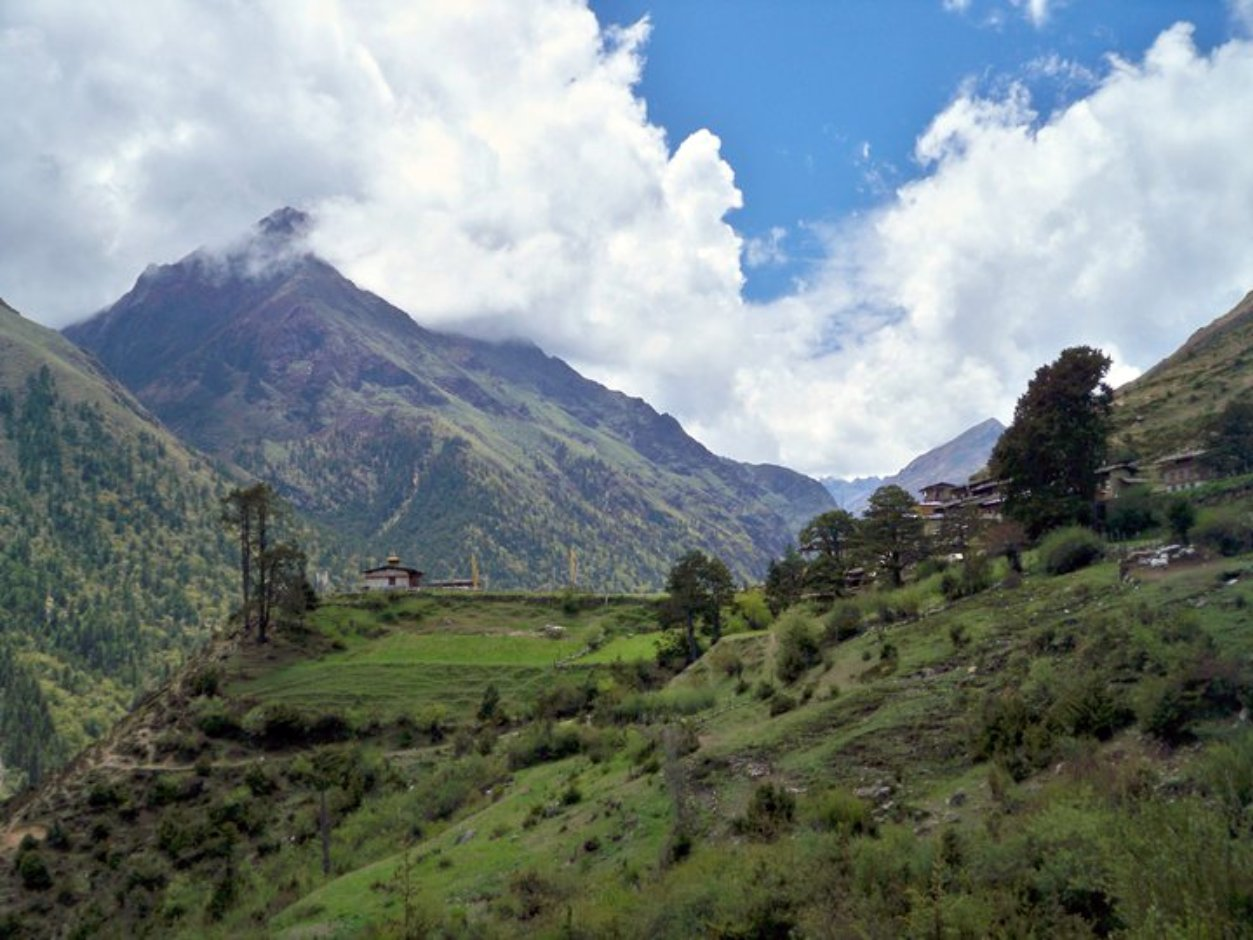
Subalpínská himálajská krajina
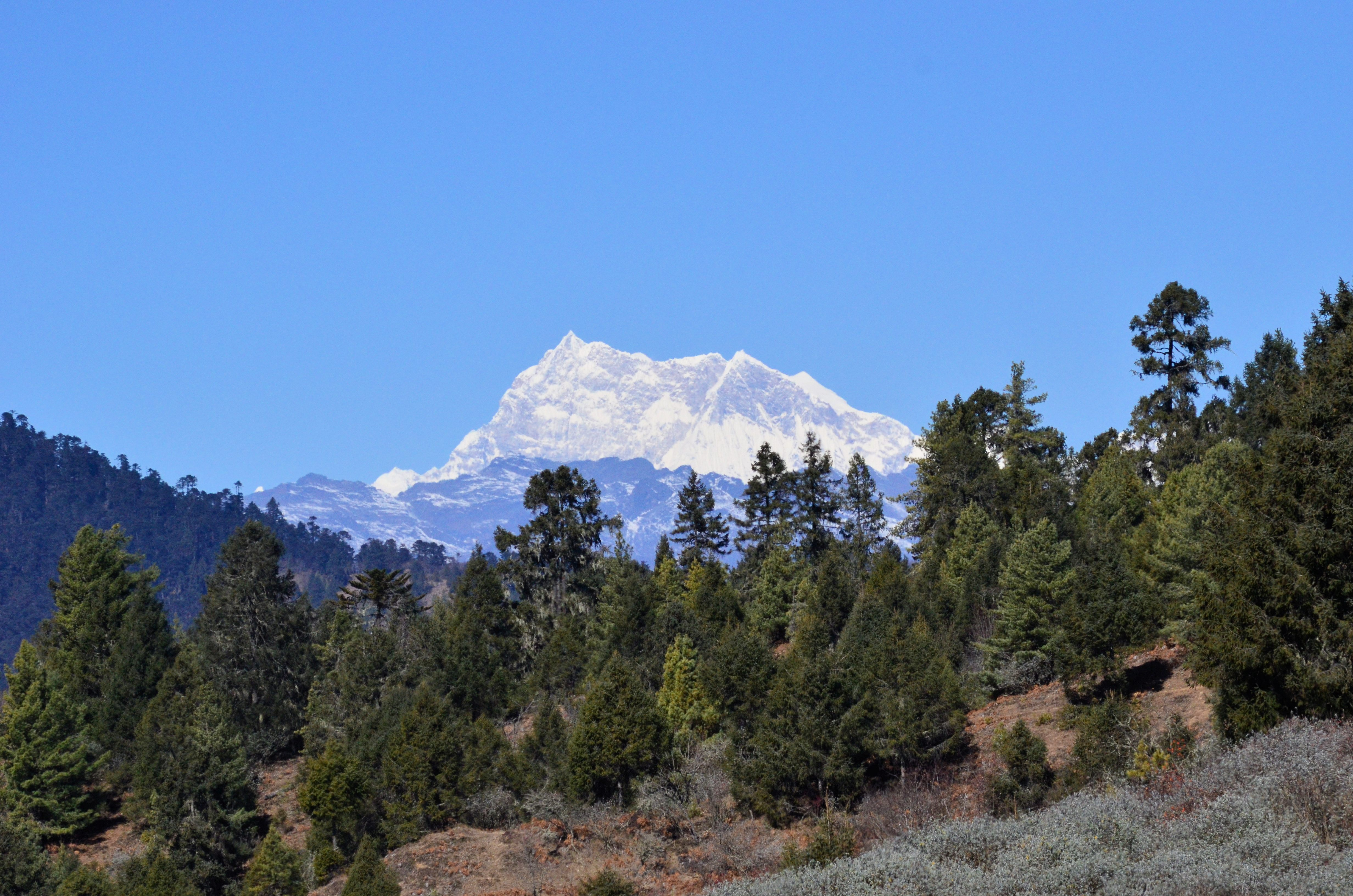
Gangkhar Puensum z Bumthangu
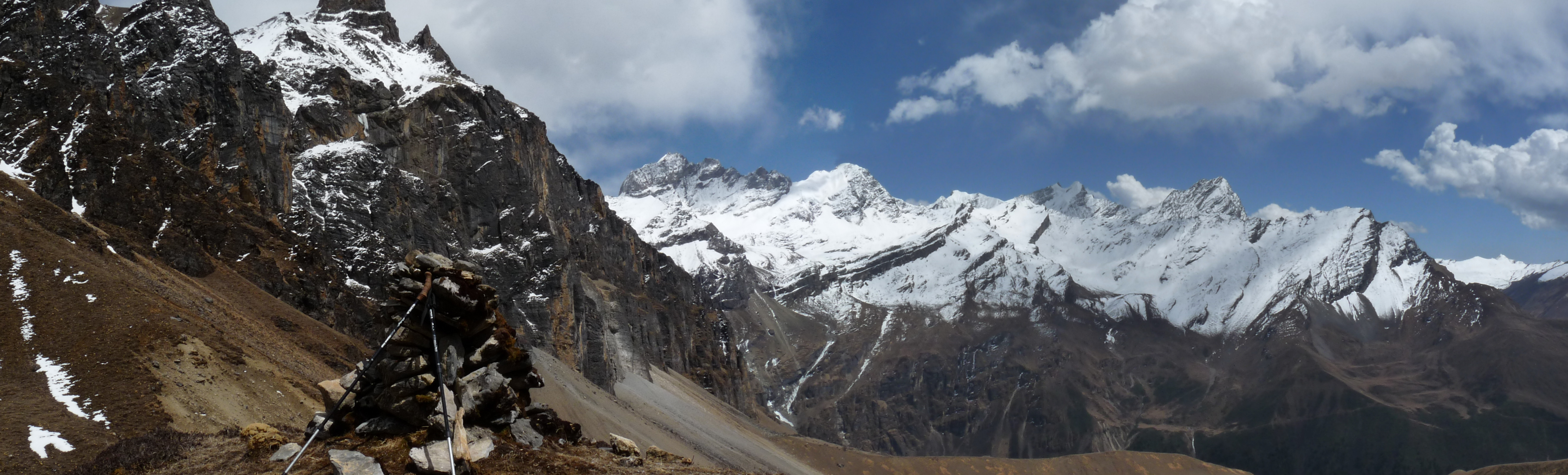
Národní park Džigme Dordži
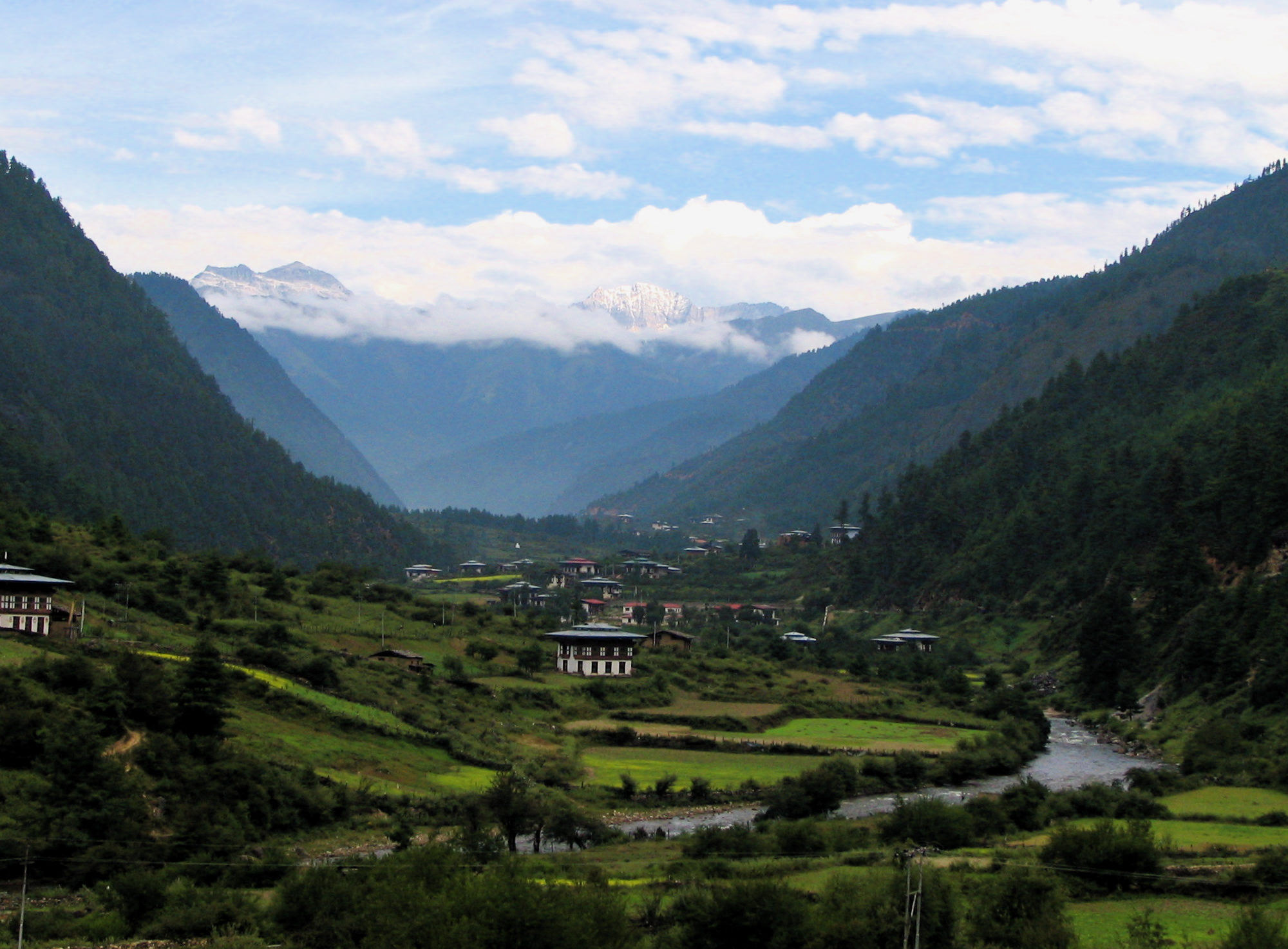
Údolí Haa v západním Bhútánu

### Podnebí

Köppenova klasifikace podnebí Bhútánu

Podnebí v Bhútánu se mění v závislosti na nadmořské výšce, od vlhkého subtropického na jihu přes mírné na vysočině až po polární podnebí (alpínská tundra) s celoročním sněžením na severu. V Bhútánu je pět různých ročních období: léto, monzun, podzim, zima a jaro. V západním Bhútánu jsou silnější monzunové deště, v jižním Bhútánu jsou horká vlhká léta a chladné zimy, ve středním a východním Bhútánu je mírné a sušší podnebí než na západě, s teplými léty a chladnými zimami.

### Biodiverzita

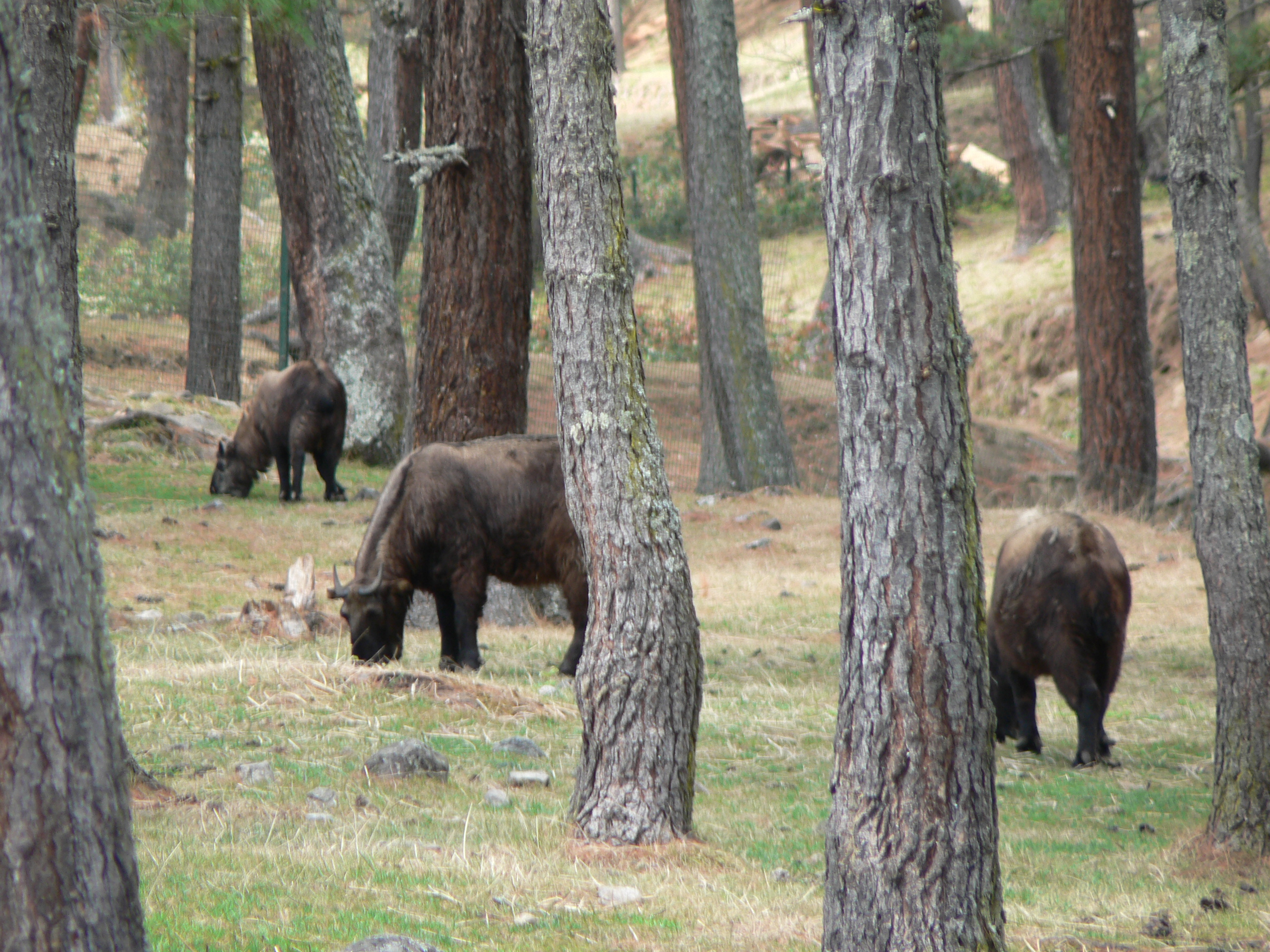
Takin je bhútánské národní zvíře.

Bhútán podepsal v roce 1992 Úmluvu o biologické rozmanitosti a následně vypracoval národní strategii a akční plán v oblasti biologické rozmanitosti, který byl dvakrát revidován.

### Živočichové

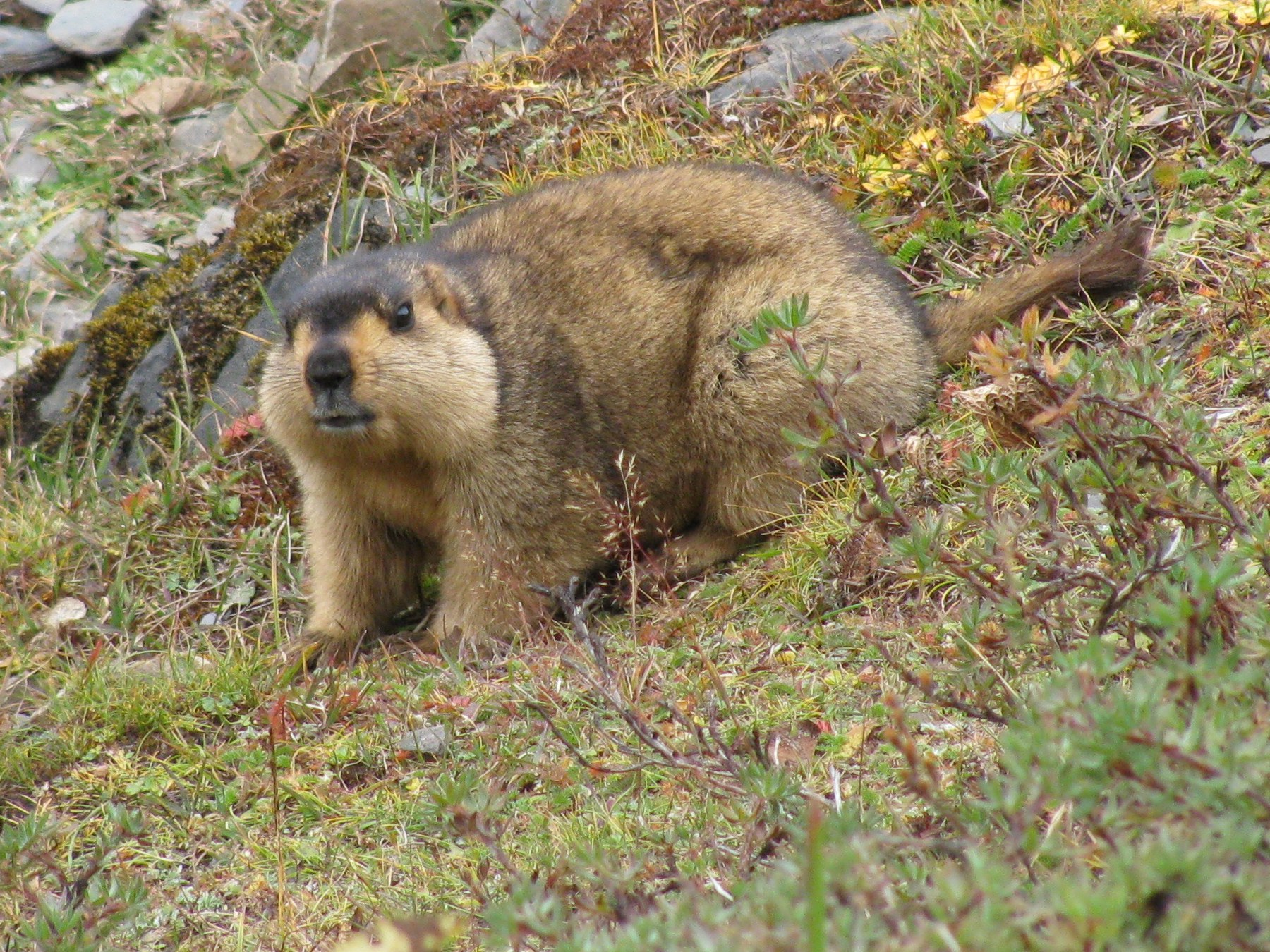
Svišť himálajský u jezera Tshophu v Bhútánu

V Bhútánu žije mnoho primátů se vzácnými druhy, jako je hulman zlatý, byl zaznamenán také druh makaka ásámského, který je některými autoritami považován za nový druh, makak munzala.
V tropických nížinných a tvrdých lesích na jihu žijí tygr indický, levhart obláčkový, králík štětinatý a medvěd pyskatý. V mírném pásmu se ve smíšených jehličnatých, listnatých a borových lesích vyskytují hulman, tygr, goral a serau. Ovocné stromy a bambus poskytují životní prostředí himálajskému medvědu ušatému, pandě červené, veverce, sambaru, divokému praseti a muntžakovi. Ve vysokohorských biotopech velkého Himálaje na severu žije sněžný levhart, „modrá ovce“ nahur modrý, svišť himálajský, tibetský vlk, antilopa, kabar bělobřichý a takin, národní zvíře Bhútánu. V jižním Bhútánu se vyskytuje ohrožený divoký buvol domácí, i když v malém počtu.
V Bhútánu bylo zaznamenáno více než 770 druhů ptáků. Na bhútánský seznam ptáků byla nedávno, v roce 2006, zařazena celosvětově ohrožená kachna pižmovka bělokřídlá.

#### Rostliny
Lesní porosty tvoří přibližně 71 % celkové rozlohy země (2020), což odpovídá 27 251 km² lesa což je skoro 10% nárůst oproti 25 067 km² v roce 1990. Přirozeně se obnovující lesy tvoří 99 %, vysázené lesy 1 %. Z přirozeně se obnovujícího lesa bylo 15 % hlášeno jako prales (tvořený původními druhy dřevin bez jasně viditelných známek lidské činnosti) a přibližně 41 % plochy lesa se nacházelo v chráněných územích. Celkem 100 % plochy lesů je ve veřejném vlastnictví.
V Bhútánu se vyskytuje více než 5 400 druhů rostlin, včetně v bhútánského endemitu všivce Pedicularis cacuminidenta. Houby tvoří klíčovou součást bhútánských ekosystémů, přičemž mykorhizní druhy poskytují lesním stromům minerální živiny nezbytné pro růst a druhy rozkládající dřevo a odpad hrají důležitou roli v přirozené recyklaci.

#### Ochrana přírody

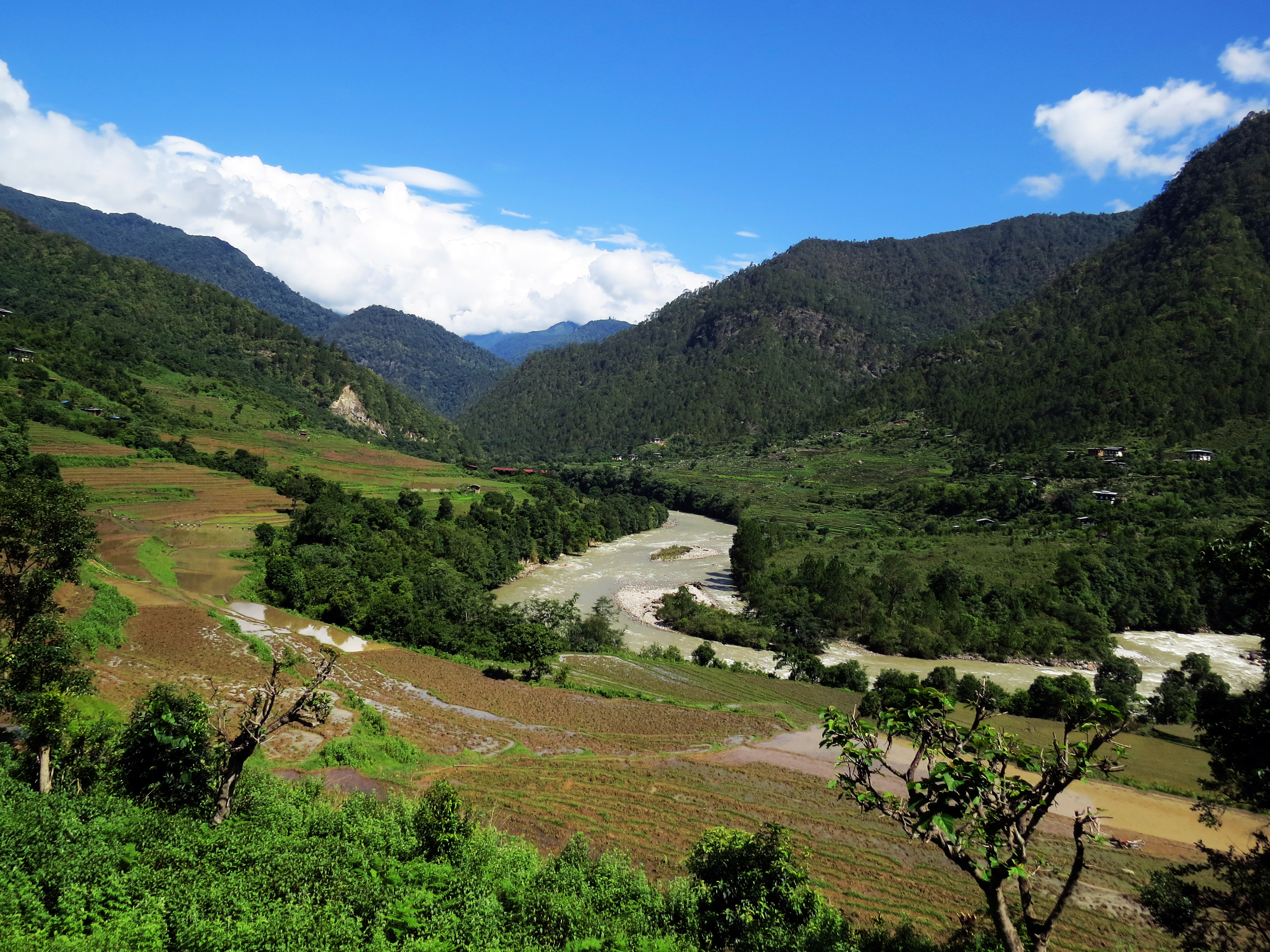
Národní park Džigme Dordži

Východní Himálaj byl v analýze globální biodiverzity vypracované neziskovou organizací Světový fond na ochranu přírody (WWF) označen za globální ohnisko biodiverzity a zařazen mezi 234 globálně výjimečných ekoregionů světa.
Podle Mezinárodního svazu ochrany přírody je Bhútán považován za vzor aktivních ochranářských iniciativ. Království získalo mezinárodní uznání za svůj závazek udržovat biologickou rozmanitost, což se projevuje v rozhodnutí udržovat nejméně šedesát procent území zalesněného, vymezením více než 40 % svého území jako národní parky, rezervace a další chráněná území a nejnověji vymezením dalších devíti procent území jako koridory biologické rozmanitosti propojující chráněná území. Všechna chráněná území Bhútánu jsou vzájemně propojena rozsáhlou sítí biologických koridorů, které umožňují volnou migraci živočichů po celé zemi. Ochrana životního prostředí se stala jádrem strategie rozvoje země, tzv. střední cesty. Není považována za odvětví, ale spíše za soubor zájmů, které musí být začleněny do celkového přístupu Bhútánu k plánování rozvoje a podpořeny silou zákona. Ústava země zmiňuje environmentální standardy v několika oddílech.

#### Ochrana životního prostředí

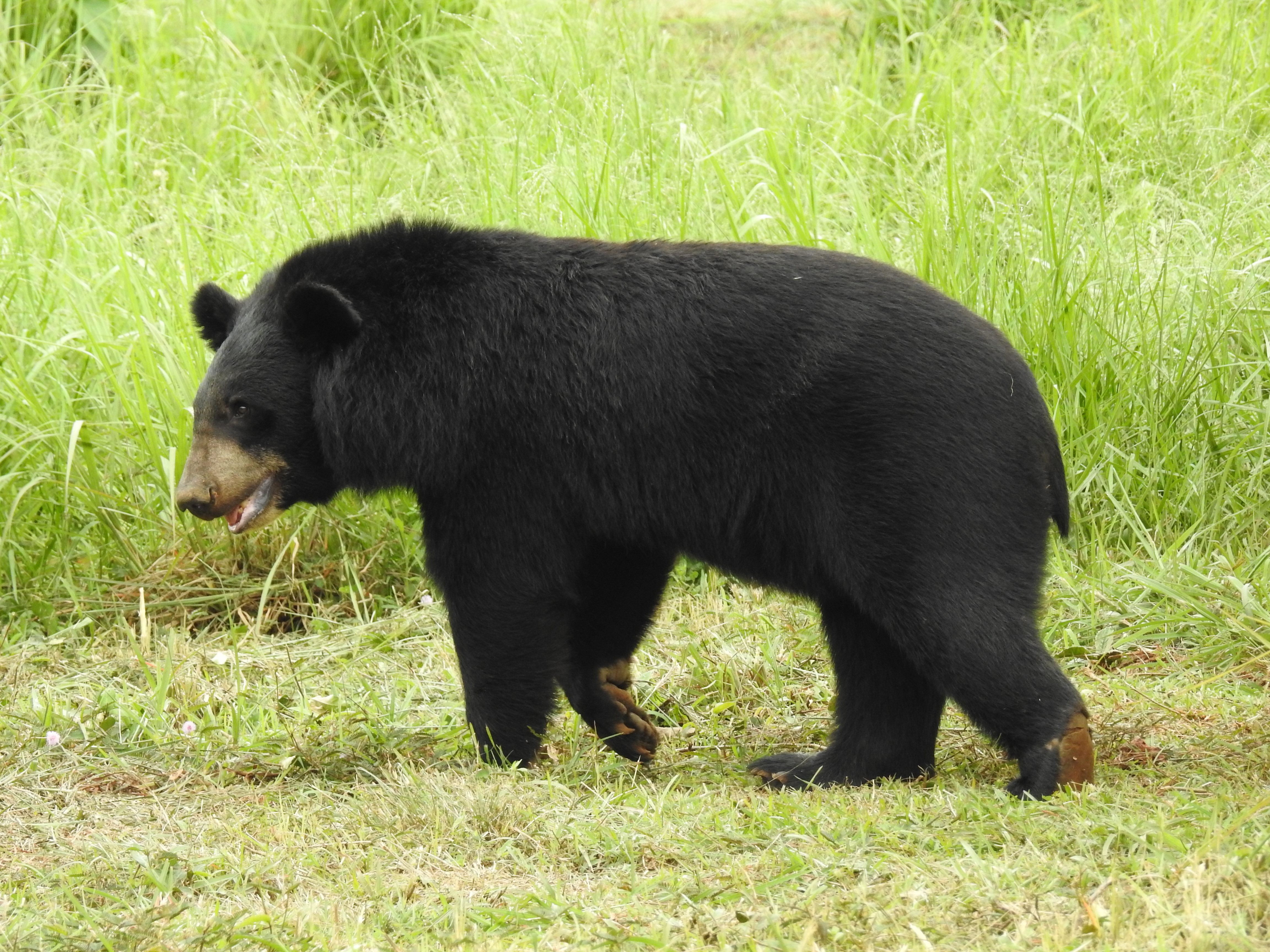
Medvěd ušatý (himálajský)

Přestože je přírodní dědictví Bhútánu stále z velké části nedotčené, vláda prohlásila, že ho nelze považovat za samozřejmost a že zachování přírodního prostředí je třeba považovat za jednu z výzev, které bude nutné v následujících letech řešit. Celkem 56 % všech Bhútánců se zabývá zemědělstvím, lesnictvím nebo ochranou přírody. Vláda se snaží podporovat ochranu přírody v rámci svého plánu na dosažení hrubého národního štěstí. V současné době má čisté záporné emise skleníkových plynů, protože malé množství znečištění, které vytváří, pohlcují lesy, které pokrývají většinu země. Zatímco celá země dohromady vyprodukuje 2,2 milionu tun oxidu uhličitého ročně, obrovské lesy pokrývající 72 % země fungují jako pohlcovač uhlíku, který každoročně absorbuje více než 4 miliony tun oxidu uhličitého. V indexu integrity lesních krajin má skóre 8,85 z 10, což ho řadí na 16. místo na světě ze 172 hodnocených zemí.
Bhútán má řadu progresivních environmentálních opatření, kvůli kterým jej šéf Rámcové úmluvy OSN o změně klimatu označil za „inspiraci a vzor pro svět, jak mohou ekonomiky a různé země řešit změnu klimatu a zároveň zlepšovat život občanů.“ V zemi se například prosazují elektromobily. Protože země získává většinu energie z vodních elektráren, nevypouští při výrobě elektřiny významné množství skleníkových plynů. K roku 2024 však elektromobily tvoří jen 0,4 % všech vozidel a spalovací vozidla přispívají ke 60 % skleníkových plynů celého království.
Překrývání těchto rozsáhlých chráněných území s obydlenými oblastmi vede v praxi k vzájemnému narušování biotopů. Chráněná zvěř proniká do zemědělských oblastí, kde pošlapává úrodu a zabíjí hospodářská zvířata. V reakci na to Bhútán zavedl systém pojištění, začal budovat solárně napájené poplašné ploty, strážní věže a pátrací světla a zajistil krmivo a solné lizy mimo oblasti lidských sídel, aby zvířata přiměl držet se dál.
Obrovská tržní hodnota plodnic houby housenice čínské sbíraných z volné přírody rovněž vedla k neudržitelnému využívání, které se ukazuje jako velmi obtížně regulovatelné.
Bhútán od roku 2019 prosadil pravidlo zákazu plastů, kdy plastové tašky byly nahrazeny alternativními taškami z juty a dalších biologicky rozložitelných materiálů.

## Vláda a politika

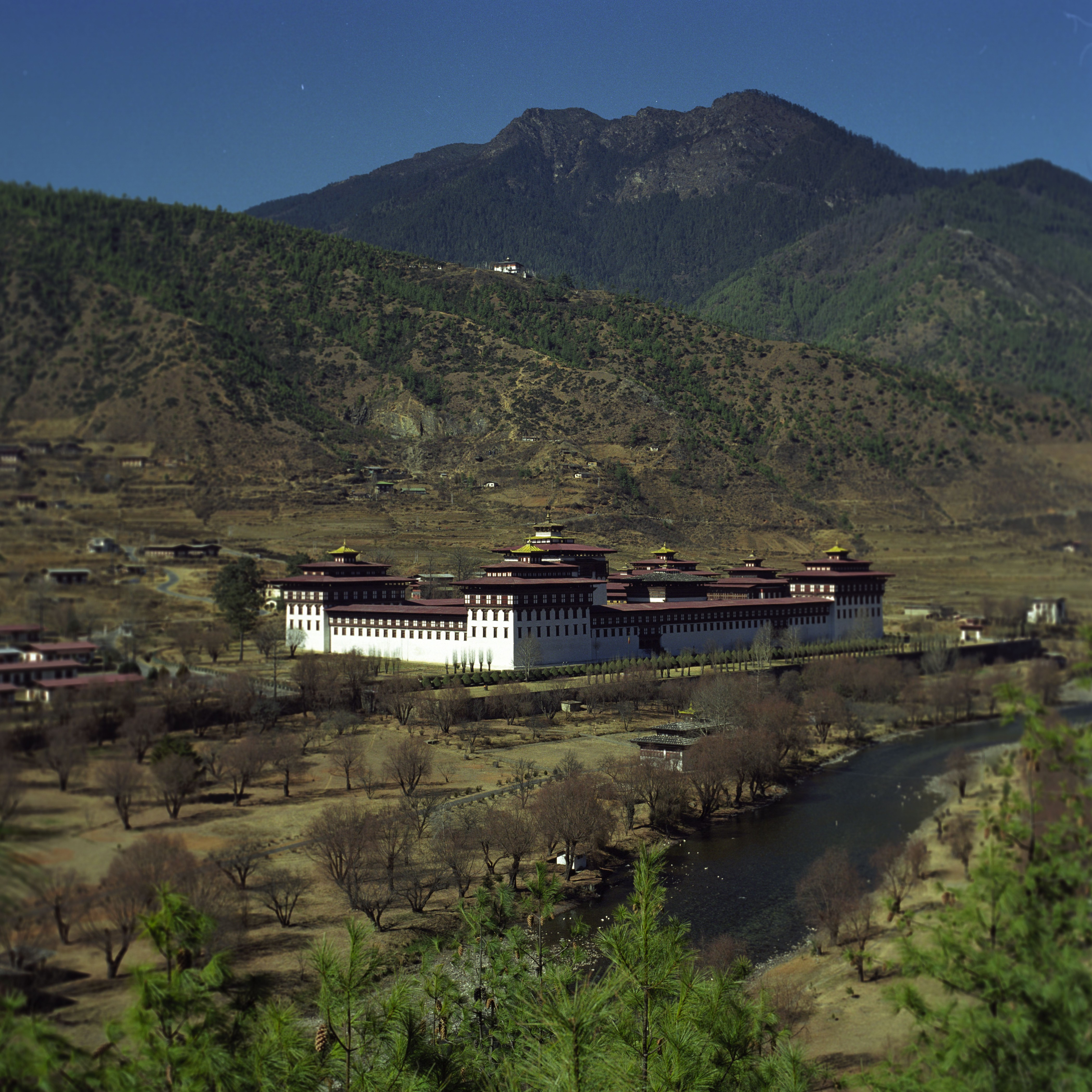
Tašičhö dzong v Thimphu, sídlo bhútánské vlády od roku 1952

Bhútán je konstituční monarchie s parlamentní formou vlády. Vládnoucím panovníkem je Džigme Khesar Namgjal Wangčhug. Současným premiérem Bhútánu je Tshering Tobgay, vůdce Lidové demokratické strany. Přechod Bhútánu k demokracii v roce 2008 je považován za evoluci společenské smlouvy s monarchií z roku 1907. V roce 2019 byl Bhútán zařazen do Indexu demokracie jako hybridní režim spolu s regionálními sousedy Nepálem a Bangladéšem. Menšiny jsou od roku 2008 stále více zastoupeny v bhútánské vládě, včetně vlády, parlamentu a místní samosprávy.
Hlavou státu je Druk Gyalpo, dračí král. Politický systém přiznává všeobecné volební právo. Systém se skládá z Národní rady, neboli horní komory parlamentu s 25 volenými členy, a Národního shromáždění se 47 volenými zákonodárci z politických stran. 
Politický systém Bhútánu se vyvinul z absolutní monarchie v konstituční monarchii. V roce 1999 čtvrtý král Bhútánu, Džigme Sengge Wangčhug, vytvořil Radu ministrů (Lhengye Zhungtshog). Značné změny v politickém uspořádání proběhly v roce 2005, kdy čtvrtý král Džigme Sengge Wangčhug neočekávaně oznámil abdikaci ve prospěch svého syna Džigme Khesara Namgjela Wangčhuga, a zároveň oznámil přechod k demokracii a vypsání vůbec prvních voleb v historii Bhútánu. Jednokomorový parlament Cchogdu byl zrušen a namísto něj byl vytvořen dvoukomorový Parlament Bhútánu. Volby do parlamentu se konaly v letech 2007 (2008), 2013, 2018 a na přelomu roku 2023/24. Prvních voleb do Národního shromáždění v roce 2008 se zúčastnily dvě strany, Lidová demokratická strana a Druk Phuensum Tshogpa, přičemž Druk Phuensum Tshogpa získala 45 z 47 křesel. V roce 2013 naopak zvítězila Lidová demokratická strana, která získala 54 % a 32 křesel.

### Lidská práva

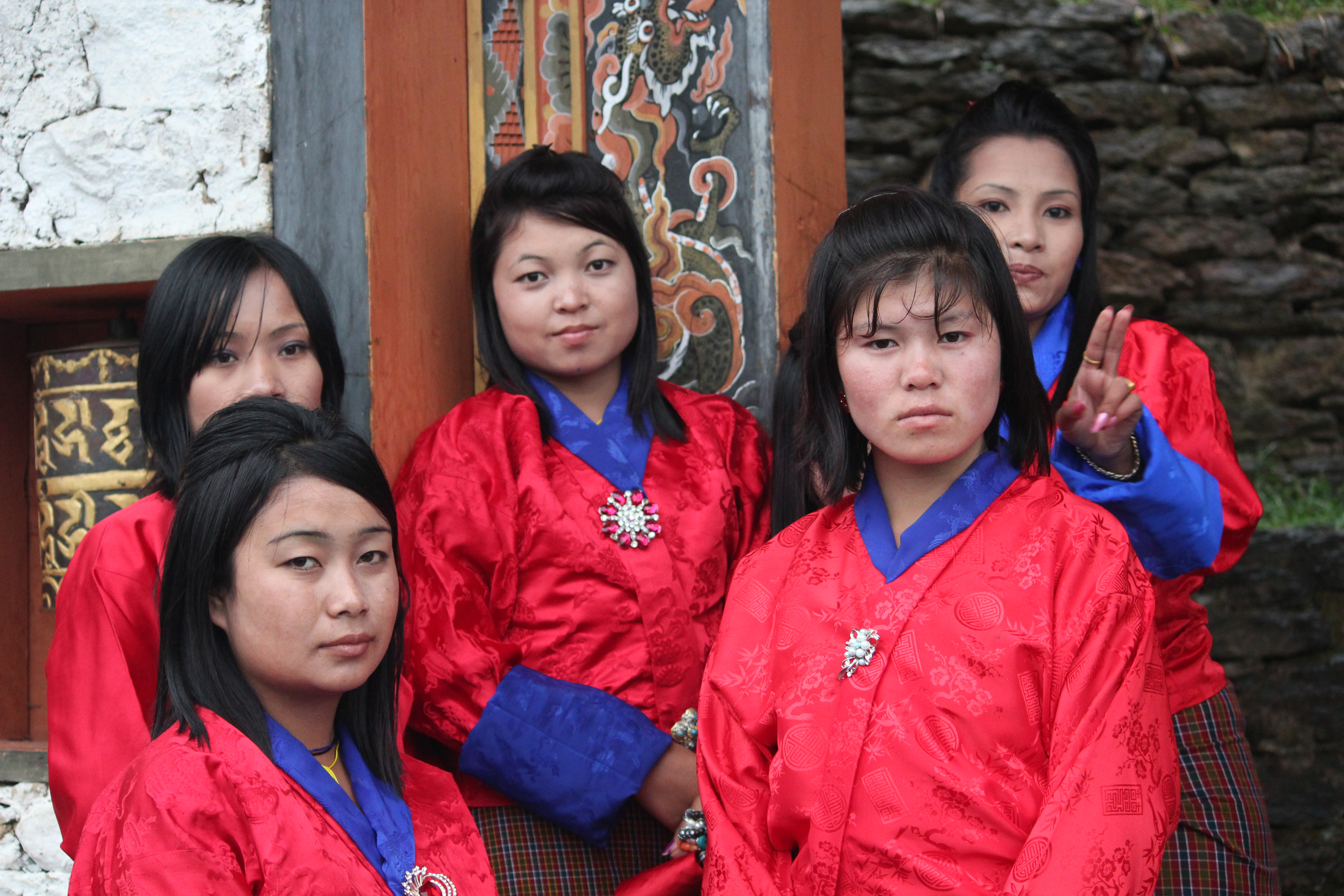
Ženy v Bhútánu

Bhútán je organizací Freedom House hodnocen jako „částečně svobodný“. v roce 2020 bhútánský parlament dekriminalizoval homosexualitu.
Ženy v Bhútánu bývají v politice méně aktivní než muži, což je dáno zvyky a aspekty bhútánské kultury, které diktují roli ženy v domácnosti, což omezuje jejich hlas ve vládě. Bhútán učinil kroky směrem k rovnosti žen a mužů tím, že zapsal více dívek do škol a také tím, že v roce 2004 vytvořil „Národní komisi pro ženy a děti“, která byla založena na podporu a ochranu práv žen a dětí. Bhútán si také v roce 2012 zvolil první ženu dzongdu, což je obdoba okresního prokurátora, a v roce 2013 první ministryni. Ministryně Dordži Čoden, předsedkyně Národní komise pro ženy a děti, se domnívá, že výše zmíněný program lze využít k „prosazení žen do více vedoucích rolí“, což pak může vést k tomu, že ženy převezmou aktivnější roli ve společnosti. Celkově také dochází k postupnému nárůstu žen u moci - od roku 2011 do roku 2016 se zastoupení žen zvýšilo o 68 %.

#### Role žen
Ženy se začaly více zapojovat do pracovní síly a jejich účast je jednou z nejvyšších v regionu. Míra nezaměstnanosti žen je však stále vyšší než u mužů a ženy pracují v nejistějších oborech, jako je zemědělství. Většina práce, kterou ženy vykonávají mimo domov, je v rodinném zemědělství, které je nejisté a je jedním z důvodů, proč ženy zaostávají za muži, pokud jde o příjmy. Ženy také obecně pracují na méně kvalitních pozicích než muži a vydělávají pouze 75 % výdělku mužů.
V bhútánské kultuře je hluboce zakořeněna myšlenka obětavosti a bhútánské ženy tuto roli přebírají v rámci domácnosti. Téměř 1/4 všech žen uvedla, že zažila nějakou formu násilí ze strany svého manžela nebo partnera. V některých bhútánských komunitách panuje tzv. matrilineární společenství, kdy největší podíl na půdě dostává nejstarší dcera. Důvodem je přesvědčení, že ona zůstane a bude se starat o své rodiče, zatímco syn se odstěhuje a bude pracovat, aby získal vlastní půdu a pro svou vlastní rodinu." Důležité je, že vlastnictví půdy se nemusí nutně rovnat ekonomickým výhodám - přestože nejstarší dcera má kontrolu nad domem, je to manžel, kdo rozhoduje. Mladší generace však od tohoto přesvědčení ustoupila a rozděluje půdu rovnoměrně mezi děti místo toho, aby nejstarší dcera dědila nejvíce půdy.

### Administrativní členění
Bhútán je rozdělen do 20 distriktů:
Bumthang, Čhukha, Čirang, Dagana, Gelegphug, Ha, Lhünce, Mongar, Paro, Pemagacel, Punakha, Samči, Samdup Džongkhar, Šemgang, Tašigang, Thimphu, Tongsa, Wangdi Phodang

### Členství vmezinárodních organizacích
Asijská rozvojová banka, Iniciativa Bengálského zálivu pro víceodvětvovou technickou a hospodářskou spolupráci (BIMSTEC), CP, Organizace pro výživu a zemědělství, G77, Mezinárodní banka pro obnovu a rozvoj, Mezinárodní organizace pro civilní letectví, Mezinárodní asociace pro rozvoj, Mezinárodní fond pro rozvoj zemědělství (IFAD), Mezinárodní finanční korporace, Mezinárodní měnový fond, Interpol, Mezinárodní olympijský výbor, Mezinárodní organizace pro migraci (pozorovatel), Mezinárodní organizace pro normalizaci (zpravodaj), Mezinárodní telekomunikační unie, Hnutí nezúčastněných zemí, Organizace pro zákaz chemických zbraní, Jihoasijské sdružení pro regionální spolupráci, SACEP, Organizace spojených národů, Konference OSN o obchodu a rozvoji, UNESCO, Organizace OSN pro průmyslový rozvoj, Světová poštovní unie, WCO, Světová zdravotnická organizace, Světová organizace duševního vlastnictví, Světová meteorologická organizace, WToO, Světová obchodní organizace (pozorovatel)

## Ekonomika

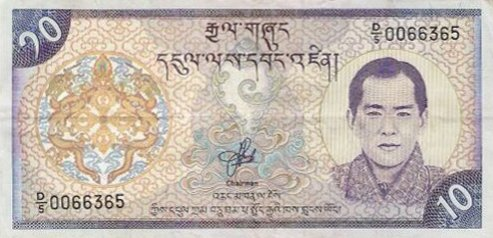
Bhútánský ngultrum

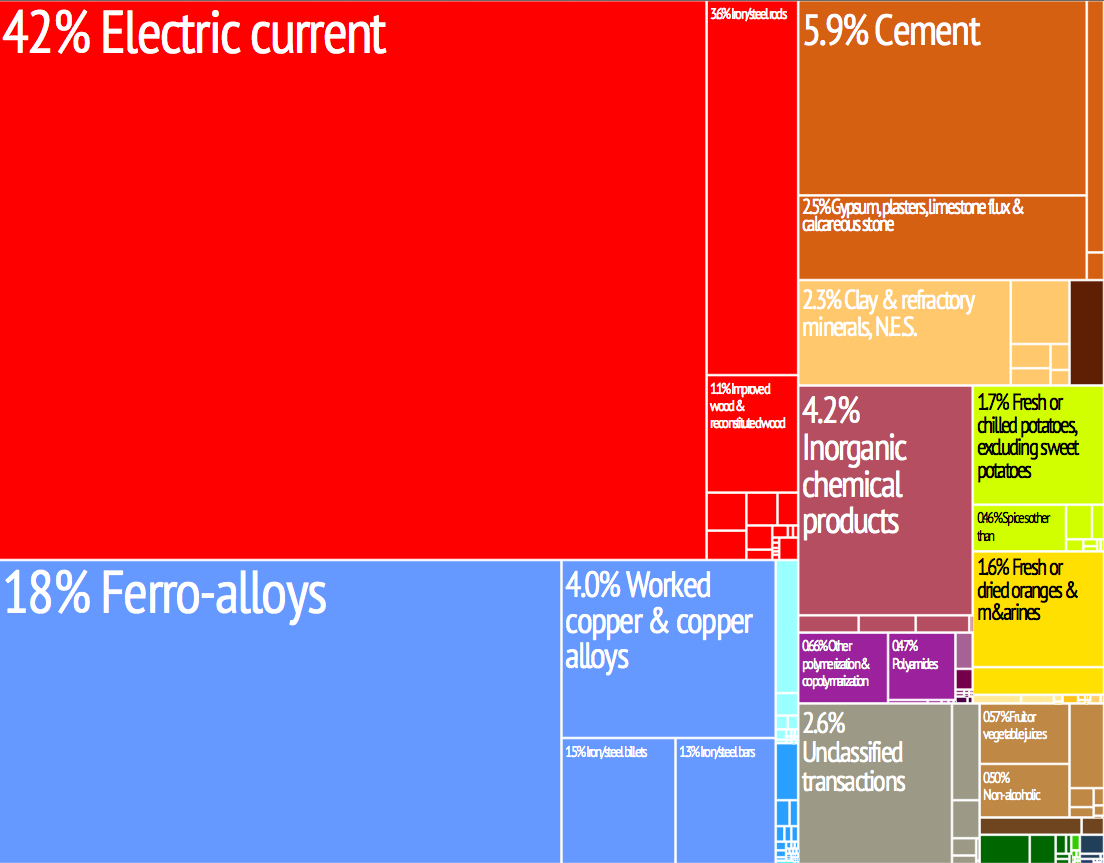
Struktura exportu v roce 2009

Měnou je bhútánský ngultrum (česky ngultam), který je pevně navázán na indickou rupii. Rupie je vedle ngultrumu také používána jako zákonné platidlo. Ačkoli ekonomika země je jednou z nejmenších na světě, v posledních letech velmi rychle roste, například v roce 2005 se hrubý domácí produkt (HDP) zvýšil o 8 %, v roce 2006 o 14 % a v roce 2007 dokonce o 22,4 %. To bylo především v důsledku dokončení stavby hydroelektrárny Tala. Za rok 2023 byl odhadovaný HDP v přepočtu na paritu kupní síly na hlavu 14 296 USD, 95. na světě.
Bhútánské hospodářství je založeno na zemědělství, lesnictví, cestovním ruchu a prodeji elektřiny z vodních elektráren do Indie. Zemědělství poskytuje hlavní obživu 55 % obyvatelstva. Agrární praxe spočívá převážně v samozásobitelském zemědělství a chovu zvířat. Řemesla, zejména tkalcovství a výroba náboženských uměleckých předmětů pro domácí oltáře, představují drobné podomácku provozované odvětví. Krajina, která se mění od kopcovité až po členitou hornatou, ztěžuje a prodražuje budování silnic a další infrastruktury.

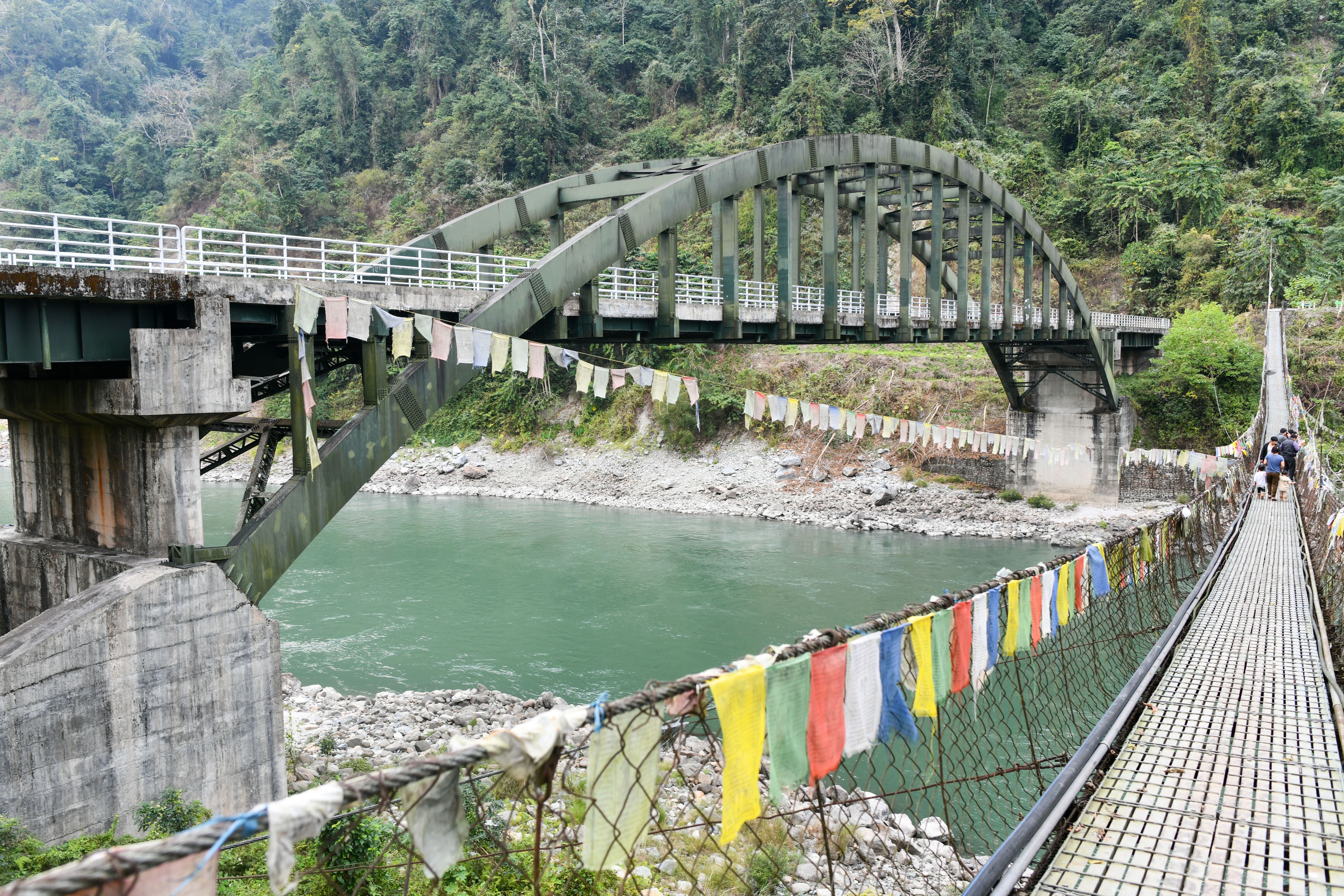
Moderní a tradiční mosty přes řeku v Panbangu

Tato skutečnost a nedostatečný přístup k moři způsobily, že Bhútán nemohl těžit z významného obchodu se svými produkty. Bhútán nemá železnice, ačkoli indické železnice plánují napojit jižní Bhútán na svou rozsáhlou síť na základě dohody podepsané v lednu 2005. Bhútán a Indie podepsaly v roce 2008 dohodu o „volném obchodu“, která navíc umožnila bhútánskému dovozu a vývozu ze třetích trhů tranzit přes Indii bez cel. Bhútán udržoval obchodní vztahy s Tibetem, autonomní oblastí Číny, až do roku 1960, kdy po přílivu uprchlíků uzavřel své hranice s Čínou.
Hlavním exportním partnerem Bhútánu je Indie, kam se vyváží 58,6 % celkového exportu. Následují Hongkong (30,1 %) a Bangladéš (7,3 %). Hranice s Tibetem je uzavřena, takže obchod s Čínou je zanedbatelný. Importní partneři jsou Indie (74,5 %), Japonsko (7,4 %) a Švédsko (3,2 %). Import převyšuje export, takže země má negativní obchodní bilanci.

### Zemědělství
Orná půda zaujímá pouhých 8 % rozlohy státu, pastviny pak dalších 6 %. Pěstuje se hlavně rýže, pšenice, ječmen, proso, kukuřice, brambory, juta, pohanka, bavlna, luštěniny a tabák. Na jihu je rozvinuté sadařství. Kočovníci pasou koně, ovce, jaky, muly a kozy, dále se chovají prasata a skot.
Bhútánská rudá rýže je nejznámějším zemědělským vývozním artiklem země, který má odbyt v Severní Americe a Evropě. Bangladéš je největším odbytištěm bhútánských jablek a pomerančů.

### Průmysl a těžba
Průmyslový sektor tvoří 22 % ekonomiky. Zásadní pro ekonomiku Bhútánu je již zmíněná hydroenergie. Průmysl je ve stádiu vzniku, teprve v 70. letech zde vznikaly první průmyslové závody: textilní, zpracovávající ovoce, vodní elektrárny, cementárny, sirkárny a pily. Dnes se vyrábí hlavně ocel, feroslitiny a cement. Dlouhou tradici zde mají umělecká řemesla jako tkalcovství, řezbářství, výroba ručních zbraní a kovových předmětů. Poslední dobou se v Bhútánu rozvíjí také technologický sektor, například zelené technologie a elektronické obchodování. V roce 2012 byl otevřen Thimphu TechPark, který podporuje startupy.
Těží se černé uhlí, vápenec, mramor, sádrovec a grafit.

## Demografie
V roce 2021 žilo v Bhútánu 777 486 obyvatel. Věkový medián v Bhútánu je 24,8 let. Na 1 000 žen připadá 1 070 mužů. Gramotnost v Bhútánu se pohybuje kolem 66 %.

### Etnické skupiny

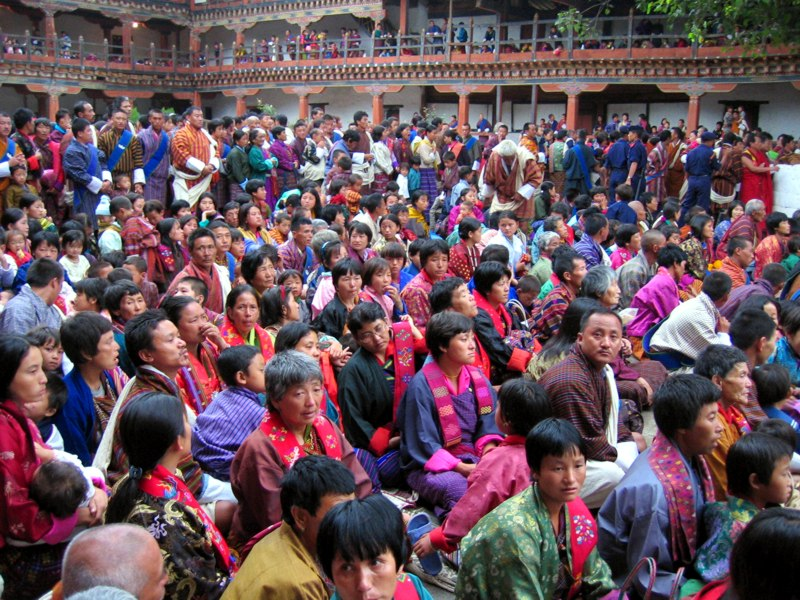
Bhútánci v národním oděvu na festivalu Wangdi Phodrang

Obyvatelé Bhútánu se skládají především z Ngalopů a Šarlopů, nazývaných Západní Bhútánci, respektive Východní Bhútánci. Ačkoli Šarlopové jsou demograficky o něco početnější, Ngalopové dominují v politické sféře, neboť král a politická elita patří k této skupině. Ngalopská kultura je úzce spřízněna s tibetskou. Totéž lze říci o Šarlopech, největší skupině, která tradičně vyznává spíše Ňingmapu než oficiální formu tibetského buddhismu Drukpa Kagjü. V moderní době, kdy se zlepšila dopravní infrastruktura, dochází mezi těmito skupinami k četným sňatkům.
Lhotšampové, což znamená „jižní Bhútánci“, jsou různorodou skupinou převážně nepálského původu, která usiluje o politické a kulturní uznání včetně rovnosti v právech na bydlení, jazyk a oblékání. Podle neoficiálních odhadů tvořili při sčítání lidu v roce 1988 45 % obyvatelstva. Od 80. let 20. století přijal Bhútán politiku „jeden národ, jeden národ“ s cílem propagovat kulturní (např. jazyk, oblékání a náboženství) a politickou převahu většinového národa Drukpa. Tato politika se projevila zákazem výuky nepálského jazyka ve školách a odepřením občanství těm, kteří nebyli schopni prokázat úředně vydaný titul držby půdy před rokem 1950. Tato opatření byla cíleně zaměřena na etnické nepálsky mluvící menšiny, které v té době představovaly třetinu obyvatelstva, což vedlo k rozsáhlým nepokojům a politickým demonstracím. V roce 1988 provedly bhútánské úřady zvláštní sčítání lidu v jižním Bhútánu, v oblasti s vysokým počtem Lhotšampů, což vedlo k masové denacifikaci a následné násilné deportaci 107 000 Lhotšampů, což byla přibližně šestina tehdejšího celkového počtu obyvatel. Deportovaní byli zbaveni občanství, které jim bylo uděleno zákonem o státním občanství z roku 1958. Příslušníci bhútánské policie a armády se podíleli na vypalování domů, konfiskaci půdy a dalším rozsáhlým porušováním lidských práv, včetně zatýkání, mučení a znásilňování Lhotšampů, kteří se účastnili politických protestů. Po násilné deportaci z Bhútánu strávili Lhotšampové téměř dvě desetiletí v uprchlických táborech v Nepálu. V letech 2007-2012 proběhlo rozsáhlé přesídlení do různých západních zemí, například do Spojených států amerických.

### Seznam největších měst
1. Thimphu (114 551 obyvatel)
2. Phuentšoling (27 658)
3. Paro (11 448)
4. Gelephu (9 858)
5. Samdrup Džongkhar (9 325)

### Náboženství
Náboženství v Bhútánu (PewResearch) 2020
Odhaduje se, že dvě třetiny až tři čtvrtiny obyvatel Bhútánu vyznávají vadžrajánový buddhismus, který je zároveň státním náboženstvím. Hinduismus vyznává asi 22 % obyvatelstva. Současný právní rámec v zásadě zaručuje svobodu náboženského vyznání; proselytismus je však rozhodnutím královské vlády a soudním výkladem ústavy zakázán.
Buddhismus byl do Bhútánu zaveden v roce 746 n. l., kdy guru Padmasambhava navštívil okres Bumthang. Tibetský král Songcän Gampo (vládl v letech 627-649), který konvertoval k buddhismu, nařídil výstavbu dvou buddhistických chrámů, Jambay Lhakhang v Bumthangu ve středním Bhútánu a Kyichu Lhakhang (poblíž Paro) v údolí Paro.

### Jazyky
Státním jazykem je dzongkha (bhútánština), jeden z 53 jazyků tibetské jazykové rodiny. Písmo, které se místně nazývá Cčhokej (doslova „jazyk Dharmy“), je totožné s klasickou tibetštinou. V bhútánském vzdělávacím systému je vyučovacím jazykem angličtina, zatímco dzongkha se vyučuje jako národní jazyk. Etnologie uvádí 24 jazyků, kterými se v současnosti v Bhútánu mluví, všechny patří do tibetobarmské rodiny, kromě nepálštiny, která je indoárijským jazykem.
Až do 80.let 20.století vláda sponzorovala výuku nepálštiny ve školách v jižním Bhútánu. S přijetím Driglam Namzhagu (bhútánského kodexu etikety) a jeho rozšířením o myšlenku posílení role dzongkha byla nepálština z učebních osnov vypuštěna. Bhútánské jazyky stále nejsou dobře charakterizovány a některé z nich dosud nebyly zaznamenány v podrobné akademické gramatice. Do 80. let 20. století tvořili Lhotšampové (nepálsky mluvící komunita), sídlící především v jižním Bhútánu, přibližně 30 % obyvatelstva, po čistce Lhotšampů v letech 1990-1992 však toto číslo nemusí přesně odrážet současný stav populace. 
Dzongkha je částečně srozumitelná se sikkimštinou a mluví jí 25 % obyvatel. Tshangla, jazyk Sharchopů a hlavní předtibetský jazyk Bhútánu, ovládá větší počet lidí. Nelze jej snadno zařadit a může představovat samostatnou větev tibetoburmanštiny. V roce 2006 tvořili nepálsky mluvící obyvatelé přibližně 40 % populace. Mezi větší menšinové jazyky patří dzala (11 %), limbu (10 %), kheng (8 %) a rai (8 %). O etnickém a jazykovém složení Bhútánu neexistují spolehlivé zdroje, takže tato čísla nedávají dohromady 100 %.

### Zdraví
Podle nejnovějších údajů Světové banky k roku 2022 je naděje dožití v Bhútánu 72 let (71 let u mužů a 74 roků u žen). Základní zdravotní péče je v Bhútánu bezplatná, jak stanoví bhútánská ústava.
V celém Bhútánu došlo ke zlepšení služeb v oblasti reprodukčního zdraví, což vedlo k drastickému poklesu mateřské úmrtnosti, která se snížila z 835 v roce 1985 na 305 v roce 2000 a na 60 v roce 2020. Rovněž došlo k nárůstu používání antikoncepce z méně než 1/3 v roce 2003 na 2/3 v roce 2010 (poslední známá data).

### Vzdělávání

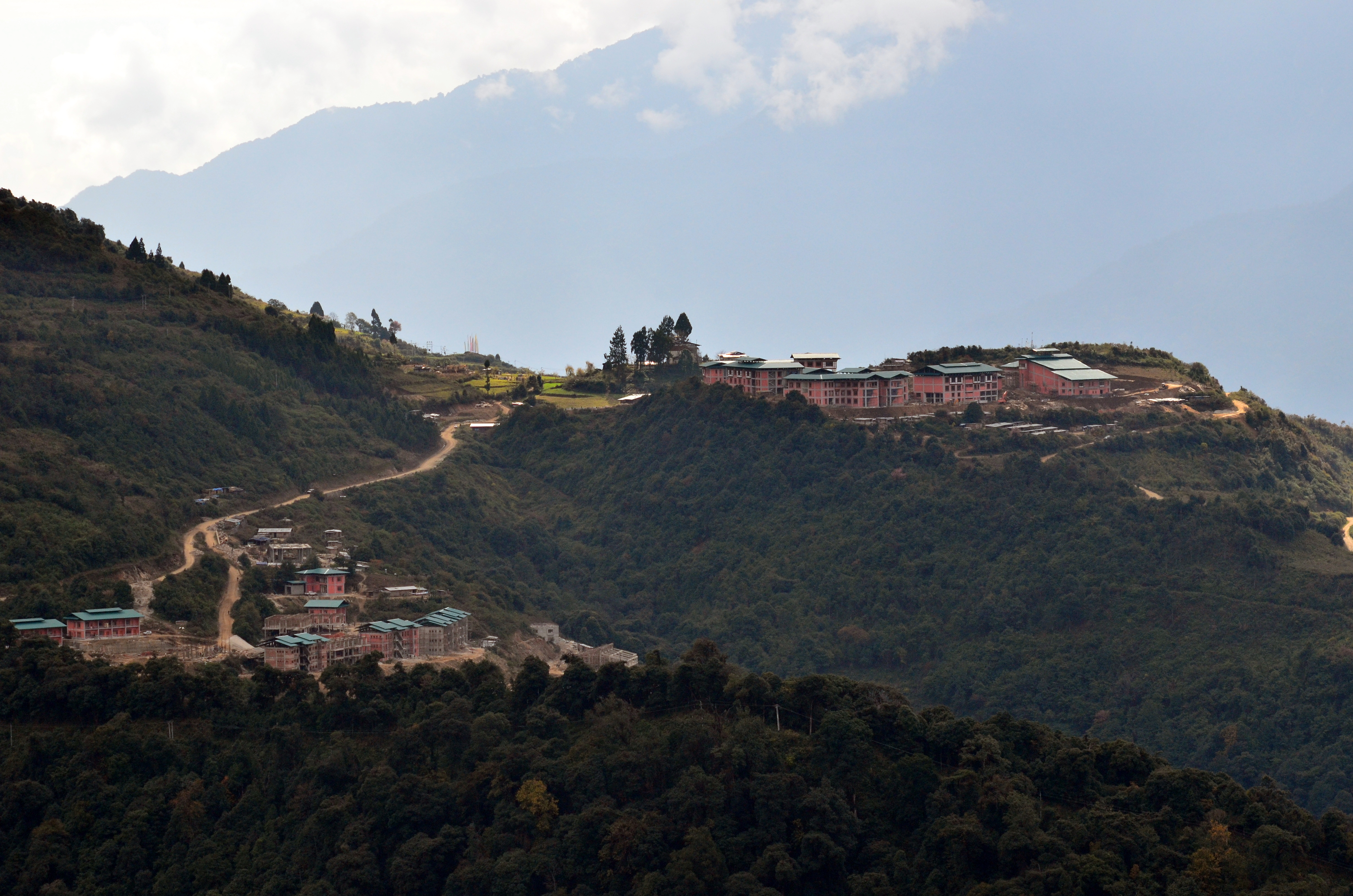
Nový kampus Ústavu jazykových a kulturních studií v Taktse

Historicky bylo vzdělání v Bhútánu klášterní, světské školní vzdělání pro běžnou populaci bylo zavedeno až v 60. letech 20. století. Hornatá krajina představuje překážku pro integrované vzdělávací služby.
Dnes má Bhútán dvě decentralizované univerzity s jedenácti základními fakultami rozmístěnými po celém království. Jedná se o Bhútánskou královskou univerzitu a Bhútánskou univerzitu lékařských věd Khesar Gyalpo. První pětiletý plán stanovil centrální vzdělávací orgán - v podobě ředitele školství jmenovaného v roce 1961 - a organizovaný, moderní školský systém s bezplatným a všeobecným základním vzděláním.
Vzdělávací programy dostaly impuls v roce 1990, kdy Asijská rozvojová banka poskytla půjčku ve výši 7,13 milionu USD na školení a rozvoj zaměstnanců, odborné služby, nákup vybavení a nábytku, platy a další běžné náklady a na obnovu a výstavbu zařízení Královské bhútánské polytechniky.
Od počátku moderního vzdělávání v Bhútánu působili v některých nejodlehlejších bhútánských vesnicích učitelé z Indie - zejména z Kéraly. Proto bylo 43 učitelů v důchodu, kteří sloužili nejdéle, osobně pozváno do bhútánského Thimphu během oslav Dne učitelů v roce 2018, kde jim král vzdal poctu a individuálně poděkoval. V současné době je ve školách po celém Bhútánu umístěno 121 učitelů z Indie.

## Kultura

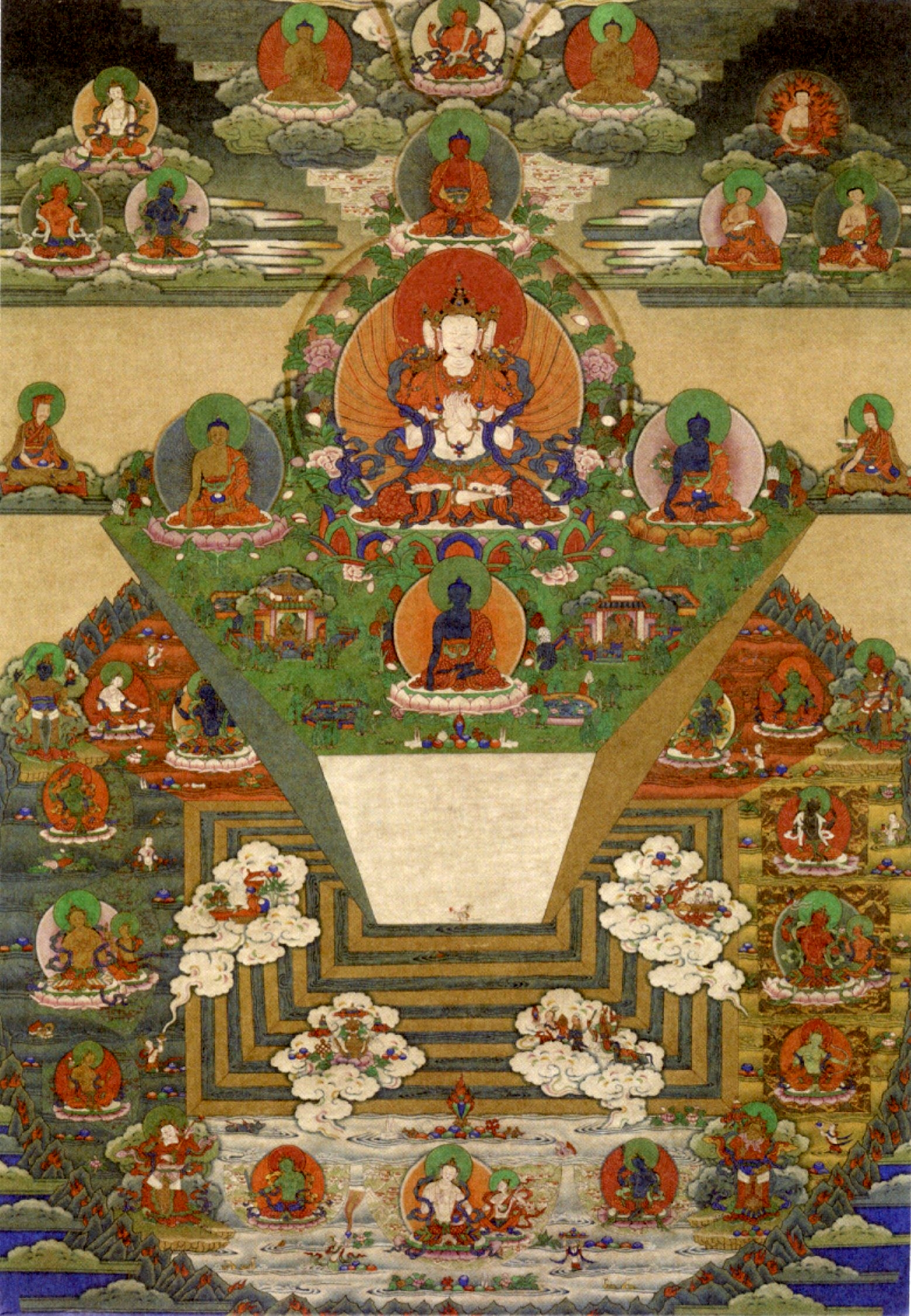
Bhútánská thangka hory Meru a buddhistického vesmíru (19. století, pevnost Trongsa Dzong)

Bhútán má bohaté a jedinečné kulturní dědictví, které se díky jeho izolaci z velké části zachovalo nedotčené od zbytku světa až do poloviny 20. století. Jedním z hlavních lákadel pro turisty je kultura a tradice země. Bhútánské tradice jsou hluboce zakořeněny v buddhistickém dědictví. Hinduismus je v Bhútánu druhým nejdominantnějším náboženstvím, které je nejvíce rozšířené v jižních oblastech. Vláda se stále více snaží o zachování a udržení současné kultury a tradic země. Vzhledem k převážně nedotčenému přírodnímu prostředí a kulturnímu dědictví je Bhútán označován jako Poslední Šangri-La.
Zatímco bhútánští občané mohou volně cestovat do zahraničí, Bhútán je pro mnoho cizinců vnímán jako nedostupný. Dalším důvodem jeho neoblíbenosti je cena, která je pro turisty s omezeným rozpočtem vysoká. Vstup je zdarma pro občany Indie, Bangladéše a Malediv, ale všichni ostatní cizinci se musí zaregistrovat u bhútánské cestovní kanceláře a zaplatit přibližně 250 USD za každý den pobytu v zemi, ačkoli tento poplatek pokrývá většinu nákladů na cestu, ubytování a stravování. V roce 2011 přijelo do Bhútánu 37 482 návštěvníků, z toho 25 % na setkání, incentivní akce, konference a výstavy.
Bhútán byl první zemí na světě, která zakázala tabák. Podle bhútánského zákona o kontrole tabáku z roku 2010 bylo zakázáno kouřit na veřejnosti nebo prodávat tabák. Porušovatelé jsou pokutováni částkou odpovídající 232 dolarům - měsíčnímu platu v Bhútánu. V roce 2021 byl tento stav zvrácen novým zákonem o kontrole tabáku z roku 2021, který umožňuje dovoz a prodej tabákových výrobků, aby se potlačilo přeshraniční pašování tabákových výrobků během pandemie.

### Oblečení
Národním oděvem bhútánských mužů je gho, roucho dlouhé až po kolena, které se v pase převazuje látkovým páskem známým jako kera. Ženy nosí šaty dlouhé po kotníky, kira, které jsou na ramenou sepnuty dvěma stejnými brožemi zvanými koma a v pase svázány páskem kera. Ke kiře patří halenka s dlouhými rukávy, „wonju“, která se nosí pod kirou. Přes kiru se nosí oděv s dlouhými rukávy, který se podobá kabátu a nazývá se „toego“. Rukávy wonju a tego jsou na manžetách ohrnuté k sobě, naruby. Společenské postavení a třída určují textury, barvy a ozdoby, které zdobí oděv.
Šperky běžně nosí ženy, zejména během náboženských svátků („tsechus“) a veřejných shromáždění. Aby se posílila identita Bhútánu jako nezávislé země, vyžadují bhútánské zákony, aby všichni bhútánští státní zaměstnanci nosili v práci národní oděv a všichni občané při návštěvě škol a jiných státních úřadů národní oděv, ačkoli mnoho občanů, zejména dospělých, volí jako formální oděv obvyklý oděv.
Různobarevné šátky, známé jako rachu pro ženy a kabney pro muže, jsou důležitým ukazatelem společenského postavení, protože Bhútán je tradičně feudální společností; zejména ženy nosí nejčastěji červenou barvu. „Bura Maap“ (červený šátek) patří mezi nejvyšší vyznamenání, které může bhútánský civilista obdržet. Stejně jako titul dašó je udělován králem jako uznání za vynikající služby jednotlivce národu.

### Architektura

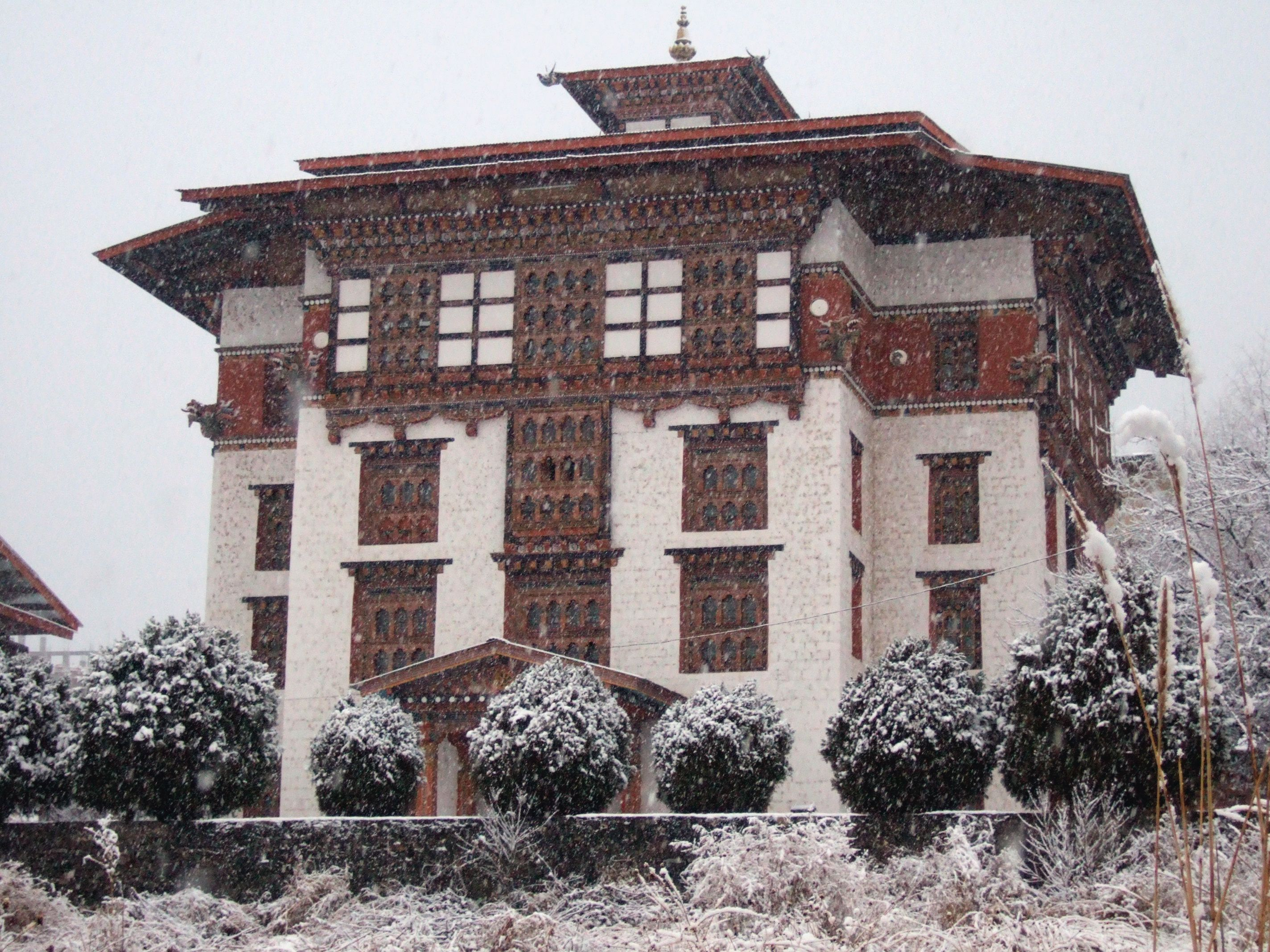
Zasněžená Bhútánská národní knihovna

Bhútánská architektura zůstává výrazně tradiční a využívá metody stavění z hlíny a proutí, kamenného zdiva a složitých dřevěných prvků kolem oken a střech. V tradiční architektuře se při stavbě nepoužívají hřebíky ani železné tyče. Charakteristický je typ hradní pevnosti známý jako dzong. Od dávných dob sloužily dzongy jako náboženská a světská správní centra pro příslušné okresy.

### Státní svátky
Bhútán má řadu státních svátků, z nichž většina se shoduje s tradičními, sezónními, světskými nebo náboženskými slavnostmi. Patří sem zimní slunovrat (kolem 1. ledna v závislosti na lunárním kalendáři), lunární nový rok (únor nebo březen),, královy narozeniny a výročí jeho korunovace, oficiální konec monzunového období (22. září), národní den (17. prosince) a různé buddhistické a hinduistické oslavy.

### Hudba a tanec

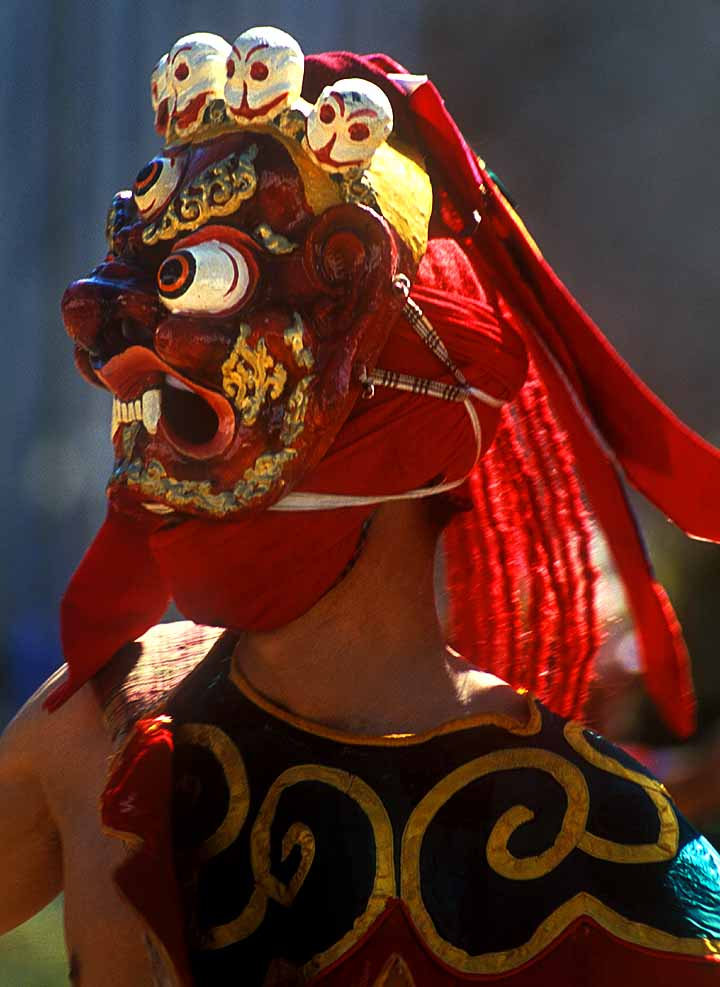
Čham, posvátné tance v maskách, se každoročně tančí během náboženských svátků.

Taneční dramata a tance v maskách, jako je tanec čham, jsou běžným tradičním prvkem festivalů, které obvykle doprovází tradiční hudba. Při těchto událostech tanečníci ztvárňují hrdiny, démony, daimóny, hlavy smrti, zvířata, bohy a karikatury obyčejných lidí, přičemž mají na obličeji barevné dřevěné nebo kompozitní masky a stylizované kostýmy. Tanečníci se těší královské záštitě a zachovávají staré lidové a náboženské zvyky a udržují starobylé pověsti a umění výroby masek.
Bhútánskou hudbu lze obecně rozdělit na tradiční a moderní; tradiční hudba zahrnuje náboženské a lidové žánry, k těm druhým patří zhungdra a boedra. Moderní rigsar se hraje na směs tradičních nástrojů a elektronických klávesových nástrojů a pochází z počátku 90. let 20. století; je na něm patrný vliv indické populární hudby, hybridní formy tradičních a západních populárních vlivů.

### Struktura rodiny
V bhútánských rodinách se dědictví obvykle dědí po matrilineární linii, nikoli po mužské. Dcery dědí dům svých rodičů. Od muže se očekává, že se ve světě prosadí sám, a často se stěhuje do domu své ženy. Sňatky z lásky jsou častější ve městech, ale tradice domluvených sňatků mezi známými rodinami je stále rozšířená ve většině venkovských oblastí. Ačkoli je polygamie neobvyklá, je akceptována a často je prostředkem k udržení majetku v uzavřené rodinné jednotce, místo aby se rozptýlil. Předchozí král Džigme Sengge Wangčhug, který abdikoval v roce 2006, měl čtyři královny, z nichž všechny byly sestry. Současný král Džigme Khesar Namgjel Wangčhug se v roce 2011 oženil s tehdy 21letou Džetsun Pemou, neurozenou ženou a dcerou pilota.

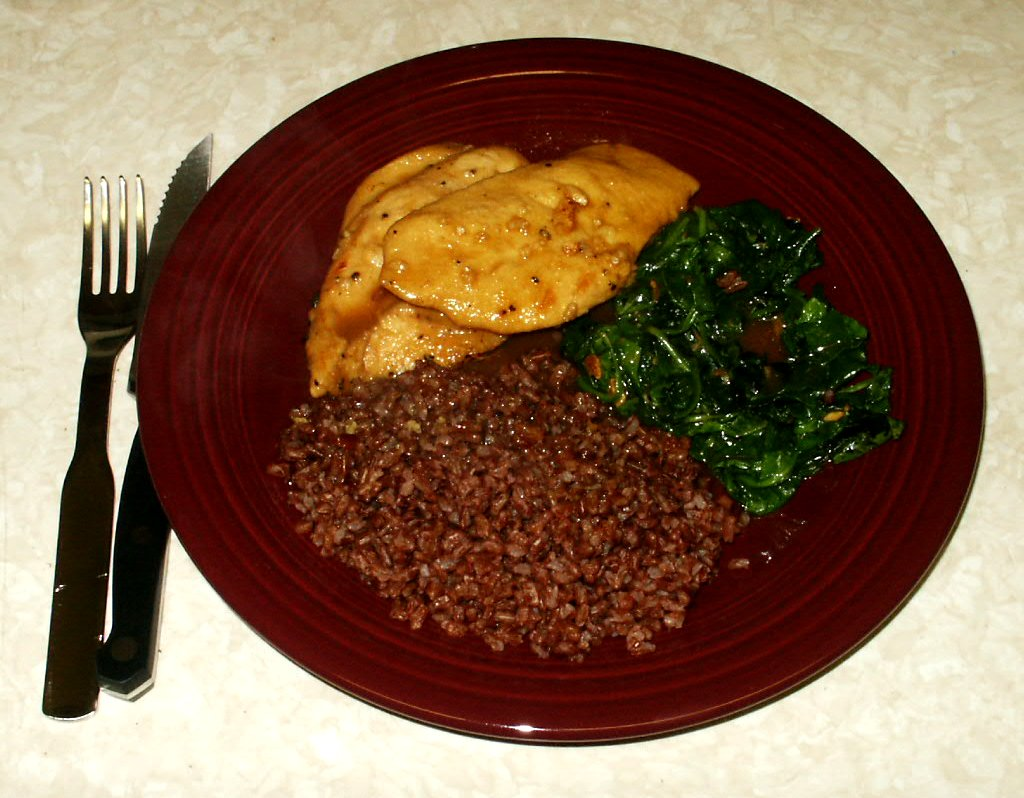
Tradiční pokrm s kuřecím masem, dušeným špenátem a rudou rýží

### Kuchyně
Základem bhútánské kuchyně je rýže (rudá rýže), pohanka a stále častěji kukuřice. Místní strava zahrnuje také vepřové, hovězí, jačí, kuřecí a jehněčí maso. Připravují se polévky a dušená masa a sušená zelenina okořeněná chilli a sýrem. Ema datsi, připravovaná velmi pikantně se sýrem a chilli, by mohla být nazývána národním jídlem pro svou všudypřítomnost a hrdost, kterou na ni Bhútánci chovají. Oblíbené jsou také mléčné výrobky, zejména máslo a sýr z jaků a krav, a skutečně se téměř veškeré mléko zpracovává na máslo a sýr. Mezi oblíbené nápoje patří máslový čaj, černý čaj, místně vařené ara (rýžové víno) a pivo.

### Sport

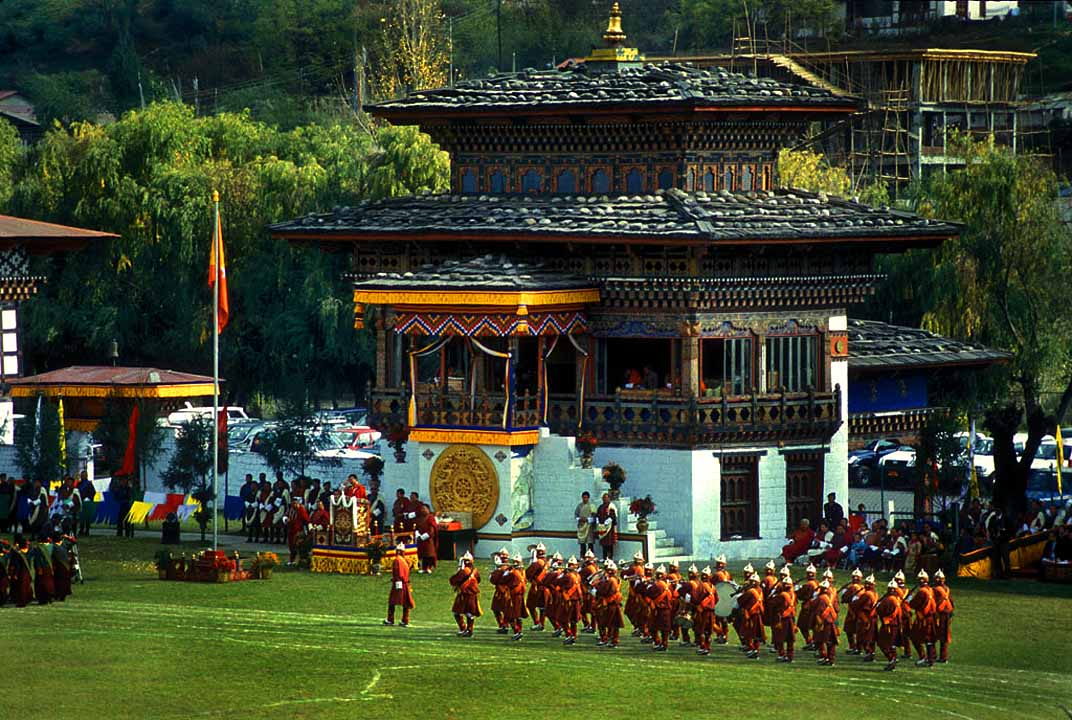
Stadion Čanglimithang během přehlídky

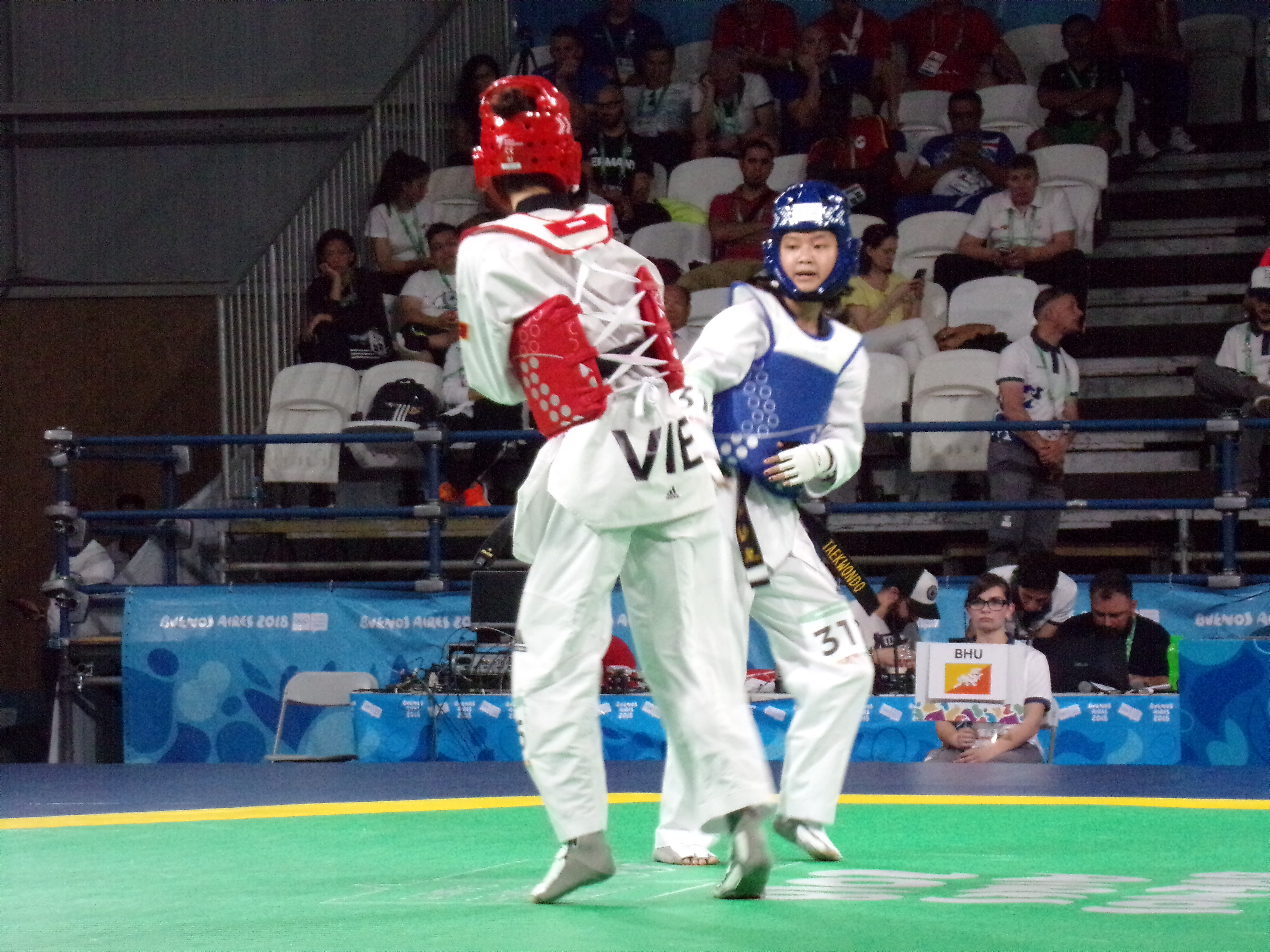
Taekwondo mezi Bhútánem a Vietnamem

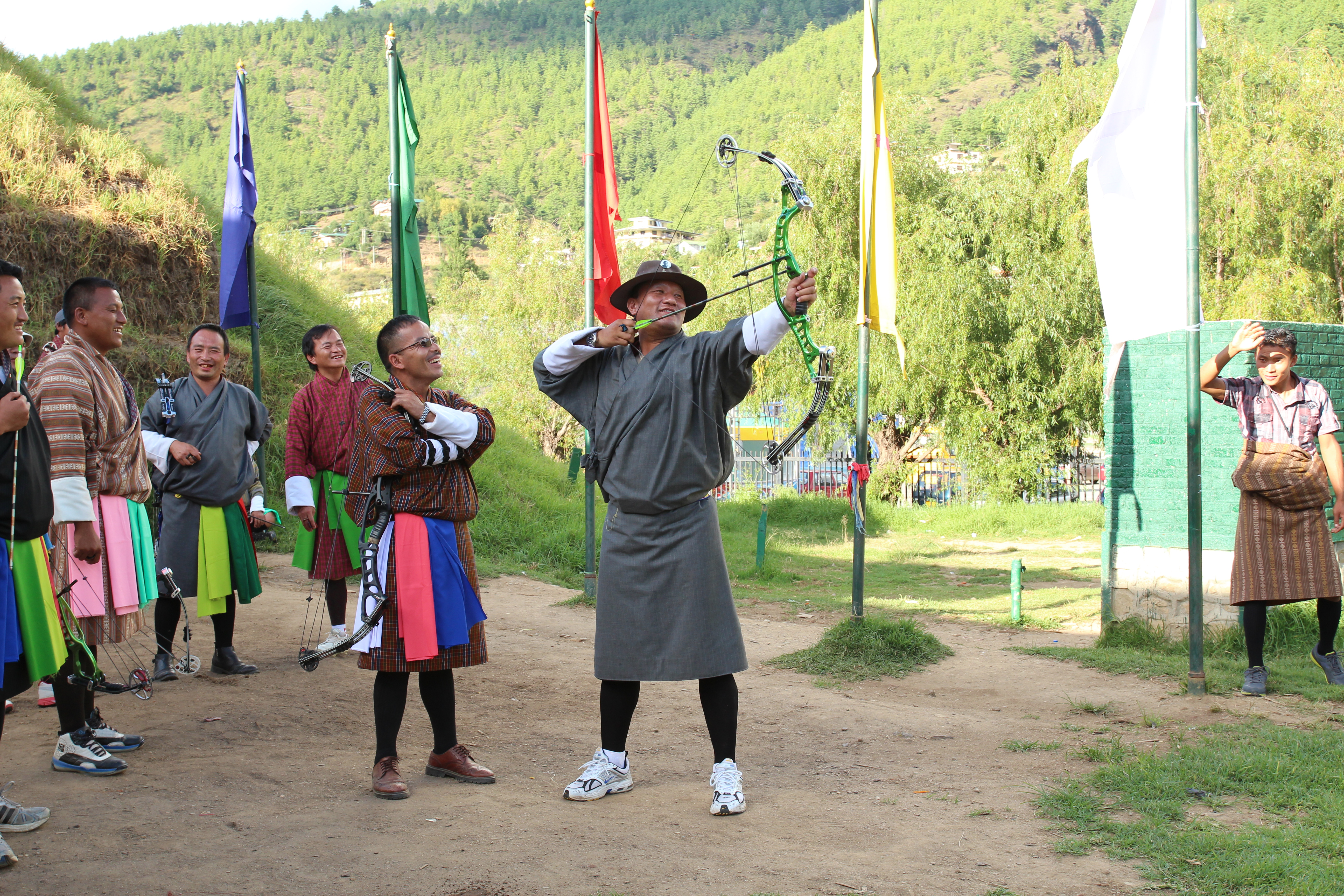
Bhútánská soutěž v lukostřelbě

Bhútánským národním a nejoblíbenějším sportem je lukostřelba, ve většině vesnic se pravidelně konají soutěže. Od olympijských standardů se liší technickými detaily, jako je umístění a atmosférou. Dva terče jsou umístěny ve vzdálenosti přes 100 metrů a týmy střílejí z jednoho konce hřiště na druhý. Každý člen týmu střílí v každém kole dva šípy. Tradiční bhútánská lukostřelba je společenskou událostí a pořádají se v ní soutěže mezi vesnicemi, městy a amatérskými týmy. Obvykle se podává spousta jídla a pití, zpívá se a tančí. Pokusy o rozptýlení soupeře zahrnují postávání kolem terče a zesměšňování schopností střelce. Šipky (khuru) jsou neméně oblíbeným týmovým sportem pod širým nebem, při kterém se hází těžké dřevěné šipky s hřebíkem o průměru 10 cm na terč o velikosti papírového bloku vzdálený 10 až 20 metrů.
Dalším tradičním sportem je digor, který se podobá vrhu koulí a hodu podkovou.
Dalším oblíbeným sportem je fotbal. V roce 2002 se bhútánský národní fotbalový tým utkal s Montserratem v zápase, který byl označován jako „Druhé finále“; zápas se konal ve stejný den, kdy Brazílie hrála s Německem finále mistrovství světa, ale v té době byly Bhútán a Montserrat dva nejníže umístěné týmy na světě. Zápas se konal na národním stadionu Čanglimithang v Thimphu a Bhútán v něm zvítězil 4:0. O zápase natočil nizozemský filmař Johan Kramer dokumentární film. V roce 2015 Bhútán vyhrál první dva zápasy kvalifikace na mistrovství světa ve fotbale, když na Srí Lance porazil místní tým 1:0 a v Bhútánu 2:1. V Bhútánu získal na popularitě také kriket, zejména po zavedení televizních kanálů z Indie. Bhútánský národní kriketový tým je jedním z nejúspěšnějších přidružených národů v regionu.